# ザ・ボーイズ (テレビドラマ)
『ザ・ボーイズ』（原題：The Boys）は、スーパーヒーローを題材としたアメリカ合衆国のストリーミングテレビシリーズである。原作はDCコミックスのワイルドストームのインプリントと、ダイナマイト・エンターテインメントにて出版された、ガース・エニスとダリック・ロバートソンによる同名のコミック。

## 概要
企業によって管理されたヒーローが活躍する世界を舞台とし、あらゆるヒーローを軽蔑するビリー・ブッチャーが率いる超能力を持たない人間たちの集団「ザ・ボーイズ」と、自己中心的で不安定なヒーロー・ホームランダーが率いるヒーローチーム「セブン」の戦いを描く。
シリーズはエリック・クリプキ、エヴァン・ゴールドバーグ、セス・ローゲンによって創作され、2019年7月26日にAmazonプライム・ビデオよりシーズン1（全8話）が配信された。
シーズン1配信前の2019年7月19日にシーズン2の製作が発表され、2020年9月4日から配信された。シーズン2は同日に3話が配信された後は毎週1話ずつ、全8話が配信された。2020年8月28日からはシーズン2の配信に合わせてアフターショー『Prime Rewind:「ザ・ボーイズ」の裏側』（"Prime Rewind:Inside the Boys"）が配信された。
2022年6月3日からはシーズン3が前シーズンと同様に配信された。
シーズン4は脚本家組合のストライキにより遅れたが、2024年6月13日から配信されている。
2024年5月14日、シーズン5の製作が発表され、同年6月11日にはこれが最終シーズンとなると発表された。今後はスピンオフとしての展開を予定している。

## あらすじ

### シーズン1
巨大企業"ヴォート・インターナショナル"に雇用された200名超のヒーローたちは各地でのヒーロー活動の他、米政府や他国から恐れられる特殊兵器として、また、様々なエンターテインメントに登場するポップアイコンとして活躍している。その中でも特に人気が高く、実力が認められた七人はスーパーヒーローチーム"セブン"としてヒーロー界の顔を務めている。ヴォート社はヒーローを利用して巨利を得る一方、ヒーローの中には、権力や私欲、名声に取り憑かれ腐敗した者も少なくない。
主人公ヒューイ・キャンベルは給料の良くない小さな電化製品店で働く平凡な青年だったが、ある日恋人のロビンをセブンの一員で高速移動の能力を持つスーパーヒーローのAトレインに衝突されて失う。最愛の恋人を殺されたヒューイは、ヴォート社から謝罪と賠償の提案を受けるが、社員の態度やAトレイン本人の誠意の無さに怒る。
ヴォート社を相手取って裁判を起こそうとするも、満足な資金もないことから断念せざるを得ず、無力感に苛まれる中、ヒューイはFBI捜査官を名乗るビリー・ブッチャーという男に出会う。ブッチャーはなぜか、ヴォート社が公表しなかったロビンの事件の真相やヒューイが和解に応じなかったことなどを知っていた。
ブッチャーはヒーローの腐敗した実態を語り、彼らに復讐することが"ザ・ボーイズ"の使命だとしてヒューイを勧誘する。疑いながらも、ヴォート社やAトレインの説明がデタラメであることを示す証拠を見せられたヒューイはブッチャーに協力することを決意。ブッチャーとヒューイはさらに武器密売人のフレンチー、ブッチャーの戦友マザーズミルク（MM）、超能力保持者の少女キミコらを仲間にし、徐々にセブンを追い詰めていく。
一方、ヒューイはニューヨークに出てきた少女のアニー・ジャニュアリーと知り合う。しかし、アニーのもう一つの顔はセブンの新メンバーとしてスーパーヒーローになったスターライトである。長年セブンに憧れを抱いていたアニーだったが、セブンのメンバーであるディープにセクハラを受けたばかりか、ヴォート社の露骨な商業主義を目の当たりにしたことでスーパーヒーローに幻滅し始める。
ザ・ボーイズはやがて、ヒーローたちは生まれながらにして超能力を持っていたのではなく、胎児の段階でヴォート社によって強化薬"コンパウンドV"を投与されて作り出されていたことを知り、ヴォート社を証拠と共に告発するも、ヴォート社との契約を優先した政府はこれを黙殺してザ・ボーイズを逮捕する。逮捕を免れたブッチャーはホームランダーに戦いを挑み、ホームランダーを巻き込んで自爆しようとするが阻止され、8年前にホームランダーにレイプされて殺されたと信じていた妻ベッカと、ホームランダーとの間の息子を見せられる。

### シーズン2
指名手配されたザ・ボーイズの面々は地下に潜伏。一方、セブンには新メンバーのストームフロントが加わり、人気を得てホームランダーの地位を脅かす。ホームランダーは息子ライアンとの父子関係に苦心し、人気の低迷にも悩まされる。やがてホームランダーはストームフロントと関係を持つようになり、その正体が100才を超える元ナチスであることを知る。
アニーはヒューイの依頼を受け、超能力者がコンパウンドVによって人工的に作成されたことをマスコミに漏らすが、ヴォート社はテロリストの脅威を訴えることで危機を乗り切り、人種マイノリティ軽視の批判をかわすため、クイーン・メイヴが同性愛者であることを広報で強調する。
セクハラの件で左遷されたディープはセブンへの復帰が叶わず落ち込み、カルト宗教"共同教会"に依存するようになり、心臓の異常によりセブンから外されたAトレインも勧誘する。
ザ・ボーイズはヴォート社が超能力者を密入国させていることを知って踏み込み、キミコの弟を捕らえるが、ストームフロントがキミコの弟を抹殺する。
その後、ザ・ボーイズはストームフロントの正体が1970年代に活躍したヒーロー"リバティー"であることを突き止める。ブッチャーはヴォート社に保護されているベッカと再会して逃亡を持ち掛けるも、ライアンを育てるために拒否される。やがてライアンをホームランダーが連れ去ったため、ベッカはブッチャーに助けを求める。
ザ・ボーイズはヴォート社がコンパウンドVを実験する施設で、元セブンで、なおかつザ・ボーイズのためのスパイでありながら裏切ったランプライターに再会する。ランプライターは再びザ・ボーイズに協力するが、裏切りが露見して監禁されたアニーを救出する際、セブンの彫像から自分が外されたことを知って焼身自殺する。
ニューマン下院議員がヴォート社の不正を追及するために公聴会を開くも、多くの出席者が頭部を破裂させられて妨害される。ザ・ボーイズとヴォート社経営者エドガーは、ホームランダーからその弱みであるライアンを引き離すために協力する。元ナチスの経歴を暴露されたストームフロントがザ・ボーイズを襲い、ライアンに倒されるもベッカが巻き添えで死ぬ。クイーン・メイヴはかつて飛行機の乗客を見殺しにしたビデオを持ち出してホームランダーを脅し、公聴会の虐殺の罪はストームフロントに帰せられ、ザ・ボーイズへの起訴は取り下げられる。スターライトとAトレインがセブンに復帰するも、ディープは復帰を認められない。

### シーズン3
1年後、ニューマンが立ち上げた超能力管理局に就職したヒューイ、離婚したMMはザ・ボーイズを離れ、残りのザ・ボーイズは管理局の依頼で超能力者の犯罪を取り締まっている。一方、セブンには共同教会を抜けたディープが復帰し、新人のスーパーソニックが加わる。
元ナチスのストームフロントとの関係が暴露され人気の落ちたホームランダーは、スターライトとセブンの共同リーダーにさせられて苛立つも、本音を爆発させることで人気を取り戻し増長する。クイーン・メイヴはそんなホームランダーを危惧し、超能力を24時間だけ使えるようになるヴォート社の新薬"V24"をブッチャーに渡す。
ブッチャーはホームランダーを倒すため、かつて最強と呼ばれたヒーロー"ソルジャー・ボーイ"を倒した武器を探し、V24を試す。MMはソルジャー・ボーイがかつて父を殺したと知り、ヒューイはニューマンが頭部を破裂させる超能力者であると同時にエドガーの養女でもあると知り、それぞれザ・ボーイズに戻る。
旧ソ連政府がソルジャー・ボーイを倒して連れ去ったことが判明し、ザ・ボーイズはロシアに向かう。囚われのソルジャー・ボーイを見つけるが、キミコは能力を失う。ホームランダーはニューマンと組みエドガーを陥れてヴォート社を支配し、敵対するスーパーソニックを殺し、クイーン・メイヴを捕らえる。
帰国したザ・ボーイズのうちヒューイとブッチャーはV24を服用し、裏切り者を探すソルジャー・ボーイと手を組むも、他の仲間は離反する。ソルジャー・ボーイはかつての仲間を尋問しては殺し、ホームランダーが自分の息子であること、仲間たちがエドガーの命令で自分を裏切ったことを知る。ヴォート社に反旗を翻したスターライトはV24に致死性の副作用があると知る。キミコはフレンチーを守るためにコンパウンドVで能力を取り戻す。
ホームランダーはブラック・ノワールを殺し、ライアンを味方につける。ソルジャー・ボーイ、ブッチャー、クイーン・メイヴはホームランダーと戦おうとするも、ブッチャーがライアンを守るために変心してソルジャー・ボーイと戦う。エネルギーの大放出をしようとしたソルジャー・ボーイをクイーン・メイヴが倒すも、能力を失い姿を消す。ブッチャーは余命1年となり、ライアンはホームランダーを父と選ぶ。ニューマンが副大統領候補となる。Aトレインは心臓移植を受ける。

### シーズン4
世論がホームランダー支持派とスターライト支持派に分断される中、ロバート・シンガーとニューマンがそれぞれ大統領・副大統領に選出されて認定を待つ。
ヒューイの父ヒューは脳卒中で脳死となり、コンパウンドVの投与で覚醒するも、超能力で人々を殺してしまい、息子に安楽死させられる。余命短いブッチャーはザ・ボーイズを離れ、ホームランダーを殺してライアンを取り戻すため、ニューマンの恋人で科学者のサミールを誘拐し、超能力者だけを殺すウイルスを完成させる。MMはブッチャーに代わりザ・ボーイズのリーダーに就任、フレンチーは恋人コリンの家族をかつて殺した罪の意識に苦しんでいた。
ホームランダーはライアンをブッチャーの影響から引き離し、自分に繋ぎとめようと苦心。そのストレスから、かつて自分を育てた研究所の職員たちを惨殺する。一方、セブンには世界一賢い人間であるシスター・セージとスターライトを憎むファイアクラッカーが新たに加わり、饒舌な別の人物がブラック・ノワールの代役に就任。アシュリーに代わりヴォート社のCEOとなったセージは、スターライトの中絶を暴露して評判を落とし、シンガーを殺してニューマンを大統領にする陰謀を企む。
Aトレインは密かにザ・ボーイズに協力していたが、露見して姿を消す。ホームランダーは、Aトレインの裏切りを知りながら偽情報を与えて利用していたセージをセブンから解雇する。ライアンはホームランダーと戦うことを求めたマロリーを殺す。
シンガーが大統領認定を受けた直後、アニーに化けて潜入していた能力者がシンガー暗殺に失敗する。ブッチャーはコンパウンドVを服用して回復し、ホームランダーを恐れてザ・ボーイズに保護を求めたニューマンを殺し、ウイルスを奪って逃走。隠れていたセージは計画を変更、シンガーを犯人として逮捕させ、下院議長カルフーンが大統領となる。
カルフーンはヴォート社に服従し、超能力者たちを使って全土に戒厳令を発する。ザ・ボーイズは逮捕され、アニーは辛くも逃げる。

## 登場人物

### ザ・ボーイズ
ヒューイ・キャンベル（Hughie Campbell）
演 - ジャック・クエイド / 日本語吹替 - 平野潤也
声 - サイモン・ペッグ / 日本語吹替 - 村井雄治（ザ・ボーイズ:ダイアボリカル）
主人公。父子家庭で育った給料の安い電化製品店で働く、温厚で心優しい平凡な青年。最愛の恋人をAトレインとの衝突事故で失ったことをきっかけに騒動に巻き込まれていく。恋人の仇であるAトレインを激しく憎んでいる。ビリー・ジョエルのファンで、作中でもよく聴いている。
スターライトとは先に一般人のアニーとしての状態で知り合ったこともあって徐々に惹かれていき、ロビンを引きずりつつもアニーと恋仲になる。アニーがスターライトであることを知っても分け隔てなく接し、彼女を支える。(S1、S2)
スターライトを守るためにホームランダーを倒そうとし、ブッチャーの制止を聞かず一時的にV24を使用して瞬間移動能力を得る。この能力は自分と触れている人物を瞬間移動させることができるも、身につけた衣服などは置き去りになる。(S3)
脳卒中の父を安楽死させる。戒厳令のもとで逮捕される。(S4)
ウィリアム・“ビリー”・ブッチャー（William "Billy" Butcher）
演 - カール・アーバン、Luca Villacis（若年期）、Josh Zaharia（青年期） / 日本語吹替 - 宮内敦士
声 - ジェイソン・アイザック / 日本語吹替 - 宮内敦士（ザ・ボーイズ:ダイアボリカル）
元イギリス軍特殊部隊かつ元CIA工作員のフリーランスでザ・ボーイズのリーダー。イギリス出身であり、強いロンドン訛りで話す。スーパーヒーローを憎み容赦なく追い詰め、目的達成のためなら手段を厭わない。
本作の8年前に妻のベッカがホームランダーにレイプされた後に殺されたと信じてスーパーヒーローを憎むようになり、マロリーと手を組む。
ヴォート社の管理下で密かに生きていたベッカと、ホームランダーとの子ライアンに会う。(S1)
ストームフロントとライアンの戦闘の巻き添えでベッカを失う。(S2)
ライアンには父と慕われながら手段を選ばずホームランダーを倒そうとし、仲間の離反を招く。V24を使用して怪力や目からの熱線、頑強な肉体などホームランダーに酷似した能力を得るが、副作用による脳腫瘍で1年の余命となる。(S3)
脳腫瘍は悪化し、幻覚を見るようになる。ザ・ボーイズとは別行動を取り、ライアンを取り戻そうとする。コンパウンドVを投与して回復し、それによって得た新しい能力である強力な触手でニューマンを殺す。戒厳令のもと、超能力者を殺すウイルスを奪って身を隠す。(S4)
フレンチー / セルジュ / セルゲイ（Frenchie / Serge / Sergei）
演 - トマー・カポン / 日本語吹替 - 下川涼
フランス出身で坊主頭のアウトロー。LSDなどの幻覚剤やMDMAを常用している。
父に虐待されていた過去があり、それをきっかけにキミコと心を通わせる。マザーズミルクとは犬猿の仲である。
銃の密輸入を主な生業としている。薬物依存症ではあるが軍需品、条例、潜入工作、化学などに長けていて、頭の回転も早く有能な人物。
かつて属したロシア・ギャングの命令で殺した一家の生き残り・コリンと恋仲となる。戒厳令で逮捕される。(S4)
マザーズミルク（MM） / マーヴィン・T・ミルク（Mother's Milk / Marvin T. Milk）
演 - ラズ・アロンソ、Elias Leon Leacock（青年期） / 日本語吹替 - ボルケーノ太田
元衛生兵で、その後は非行少年の保護・更生を生業とする。妻と娘がおり、幸せに暮らしていたが、ブッチャーと再会し再びチームに引き入れられる。
のちに妻と離婚しザ・ボーイズを離れる。父の仇であるソルジャー・ボーイを倒すために復帰するも、ブッチャーが彼と組んだためにたもとを分かつ。(S3)
ブッチャーに代わりザ・ボーイズのリーダーとなる。パニック発作の症状に苦しむ。戒厳令で逮捕される。(S4)
キミコ・ミヤシロ（Kimiko Miyashiro）
演 - 福原かれん
両親を殺されたショックで喋れなくなった日本人の少女。幼少の頃、弟とともに誘拐された後、フィリピンで兵士として育てられ"光解放軍"というテロリスト集団に所属する。コンパウンドVを投与されており、感知能力や身体能力、再生能力が異常に発達している。
コンパウンドVの密売人に監禁されていたところをザ・ボーイズに救出され、彼らと行動を共にするようになる。フレンチーと強い絆を結ぶ。その内に、人間らしい感情を取り戻し、笑顔が増えるようになる(S1)
目前でストームフロントに弟を殺害され、ストームフロントを強く憎むようになる。(S2)
ソルジャー・ボーイの発するエネルギーにより超能力を失うも、フレンチーを守るためにコンパウンドVを注射し力を取り戻す。(S3)
戒厳令で逮捕され、声を発するようになる。(S4)
スターライト / アニー・ジャニュアリー（Starlight / Annie January）
S4からザ・ボーイズに加入。

### セブン
ホームランダー / ジョン（Homelander / John）
演 - アントニー・スター / 日本語吹替 - 近藤浩徳
声 - アントニー・スター/ 日本語吹替 - 堀内賢雄（ザ・ボーイズ:ダイアボリカル）
セブンのリーダーを務めるブロンドヘアの白人。星条旗を模した意匠のコスチュームを身につける。目から赤色の熱線を出す能力、空中を高速で飛ぶ能力、万物（亜鉛を除く）を透視する能力、非常に高い聴力、怪力、銃弾を弾き返す強靭な肉体を持っている。スーパーマンおよびキャプテン・アメリカのパロディである。
表向きは正義のために悪人と闘うが、非常に自己愛が強い上、本性は自己中心的かつ冷酷非道であり、自身を称える人々を内心では見下す。他のメンバーたちにもパワハラまがいの言動を繰り返す。
幼い頃から周囲から隔離された環境でヒーローとなるべく育てられ、周囲からの愛情に飢えているため、強いマザーコンプレックスを抱えており、マデリンに対して倒錯した愛情を向ける。そのためか母乳や牛乳をよく飲んでいる。
自分の同類が居ないことからも息子のライアンに対して自分と同じ人間であると囁き、異常な執着を見せる。
ハイジャック犯と戦い、失敗を隠ぺいするために飛行機乗客を見捨てて全員の死を招く。その事件ではクイーン・メイヴにも見捨てるように強要し、彼女に深い心の傷を負わせる。セブンの必要性を高めるため、コンパウンドVをテロリストに横流ししてスーパーヴィランを育成する。ライアンの存在を隠していたマデリンを殺す。(S1)
ライアンとの関係に苦心する。ストームフロントと親密になり、スターライトの裏切りを告発する。エドガーがブッチャーと組んでライアンを奪おうとしたことを知るも、飛行機事故の件でクイーン・メイヴに脅迫されて引き下がる。(S2)
ストームフロントとの関係のため一時人気を落とすも、本音を暴露して人気を取り戻す。ニューマンと組んでエドガーを陥れ、ヴォート社とセブンを支配する。ソルジャー・ボーイが父であると知る。ライアンと再会し父子の絆を深める。(S3)
シスター・セージと陰謀を巡らし、次期大統領のシンガーを殺してニューマンに代えようとする。陰謀は失敗するも、結果的に新大統領となったカルフーンの服従を得る。(S4)
スターライト / アニー・ジャニュアリー（Starlight / Annie January）
演 - エリン・モリアーティ / 日本語吹替 - 山咲しづ香
壁を素手で破壊する、片手で乗用車を持ち上げる怪力、電気を操り手から光弾を放出するなどの能力を持つ若い白人女性。電撃を操り空を飛べる。また、周囲の電力を使用してパワーを増幅させることが出来る。23歳。白と黄色の基本色に星をあしらった衣装を身につけている。
長年セブンに憧れており、念願叶ってランプライターの後任として加入する。しかし、初対面のディープに幼少期から憧れていたことを伝えるやフェラチオを強要されたばかりか、応じなければセブンを追放するとの脅迫をも受け、会社からは胸を露出した衣装の着用やカメラのない場での人命救助・犯罪者制圧の中止を強要されたりといった腐敗した実態に失望し、やがて社の方針や上司の命令に対して反抗的な態度を見せるようになる。そういった経緯からディープを特に嫌っており、母親とも確執がある。
スターライトであることを知って以降も分け隔てなく自分を受け入れてくれるヒューイに惹かれ、恋仲になり、セブンに所属しながらも力を貸す。(S1)
裏切り者と指弾されて監禁されるもヒューイに救出され、クイーン・メイヴがホームランダーを脅迫することで名誉を回復しセブンに復帰する。(S2)
ホームランダーの人気が落ちたため、白人同士のペアとしてセブンの共同リーダーになる。密かにホームランダー打倒を狙うも露見し、ヴォート社を告発してザ・ボーイズに味方する。冤罪を着せられ世間から批判されながらもセブン及びヒーローを引退する。(S3)
ザ・ボーイズに加わり、ヴォート社から人々を守る活動をするが、かつて陥れた因縁のあるファイアクラッカーに中絶体験を暴かれる。戒厳令のもとで政府に反抗する危険勢力の筆頭として扱われ、逃走する。(S4)
クイーン・メイヴ / マギー・ショウ（Queen Maeve / Maggie Shaw）
演 - ドミニク・マケリゴット / 日本語吹替 - 高宮彩織
声 - ドミニク・マケリゴット / 日本語吹替 - 小若和郁那（ザ・ボーイズ:ダイアボリカル）
アマゾネス風のコスチュームを身に着ける白人女性。驚異的な身体能力を持っており、トラックとまともに衝突しても身体に傷一つ付かない。両性愛者で、元恋人のエレナに未練があり、心の支えにしている。
かつてはスターライトのように正義感に溢れていたが、ヒーロー社会の腐敗に幻滅し、今では現実を受け入れている。ヒーローとしても残虐行為を行わない、スターライトを気に掛けるなど、セブンのメンバー内ではまともな人格の持ち主である。ただその一方で、ホームランダーやマデリンなど権力を持つ者に対しては苦悩や葛藤をしながらも追従する。
ホームランダーの失敗を隠ぺいするために民間人を見殺しにするよう強要され、大勢の人命を奪った罪悪感と良心の呵責に苦しむ。(S1)
スターライトにヴォート社告発を依頼されて一度は断るも、協力してストームフロントと戦い、飛行機墜落の件でホームランダーを脅迫することでザ・ボーイズの安全とスターライトの復帰を受け入れさせる。(S2)
ホームランダー打倒のため、V24を密かにブッチャーに渡すが、怪しまれてホームランダーに捕らえられる。ヴォート本社でホームランダーと戦い、右目を失う重傷を負う。最終的にソルジャー・ボーイの自爆に巻き込まれ死んだとされたが、能力を失ったまま生き延びエレナと共に姿を消す。(S3)
ディープ / ケビン・モスコウィッツ（The Deep / Kevin Moskowitz）
演 - チェイス・クロフォード / 日本語吹替 - 村井雄治
声 - チェイス・クロフォード / 日本語吹替 - 平野潤也（ザ・ボーイズ:ダイアボリカル）
7つの海の支配者を名乗る白人男性。自称セブンの2番手。水棲生物と会話による意思疎通が可能であるほか、腹部に生えたえらのおかげで水中でも呼吸が可能。他のセブンメンバーには及ばないと推察されるが、身体能力も常人より遥かに上。能力の特性上、派遣される現場は、港や桟橋など水が多い場所に限定される。水族館「オーシャンランド」のイメージキャラクターも担当している。
スターライトに悪質なセクハラを繰り返す一方、海洋動物保護家でもあり、魚をはじめとする海洋動物には別人のように慈悲深い。また、タコに性的な魅力を抱いている。オーシャンランドで虐げられている海洋動物たちを水族館から逃がそうと画策するが、常にうまくいかない。
自分の肉体にあるえらがコンプレックスで、本人は醜いと思っている。えらは敏感で、乱暴に指を入れられると痛みを感じる。
スターライトに対する日頃の性加害を暴露され、ヒーローとしても人間としても社会的地位を失い、オハイオ州に左遷される。そのショックで奇行に走る。(S1)
セブンへの復帰が叶わず落ち込み、宗教カルト"共同教会"に勧誘され、メンバーのカサンドラと結婚し、その広告塔となる。復帰が認められなかったために共同教会を離れる。(S2)
カサンドラの尻に敷かれ、共同教会を離れた体験を著書にする。やがてセブンに復帰し、ヴォート社の犯罪分析室長にも任命される。ホームランダーの命令によりアメリカ副大統領候補を殺害する。カサンドラに離反される。(S3)
密かに蛸の”アンブロシウス"を恋人にするも、最終的に殺してしまう。(S4)
Aトレイン / レジー・フランクリン（A-Train / Reggie Franklin）
演 - ジェシー・T・アッシャー / 日本語吹替 - 柏野昌俊
高速移動能力を持つ黒人男性。電車を丸々1台牽引できるほどの馬力も持ち合わせる。陸上競技でも活躍しており、世間からは世界最速と謳われている。台本がないと上手く話せない、軽口を叩くなど口下手なところが目立つ。同じく能力者のポップクロウと恋仲である。
ヒューイの恋人・ロビンを誤って殺害してしまうが、罪の意識は皆無で反省もしておらず、ヒーローしか入れない秘密クラブで話のネタにする、直接謝罪を行ったはずのヒューイの顔を忘れるなど、下劣な人格を有する。
同じ能力を持つショックウェーブに世界最速の座を脅かされ、その不安からコンパウンドVの常用者となる。やがてコンパウンドVの過剰摂取により体に不調を抱える。(S1)
セブンから引退させられ、落ち込んだところを共同教会に勧誘される。ストームフロントとナチスの関係を暴露して失脚させ、セブンへの復帰が叶う。(S2)
体型が崩れスピードが落ちたためにホームランダーから批判される。ブルー・ホークによる黒人殺害事件と差別問題に介入し解決を図るも失敗、兄が下半身付随になる程の重傷を負わされる。その件でアシェリーに三件の殺人を犯しておきながら事件の当事者になったら掌を返すとは何事かと批判され、自身の罪の重さを思い知る。
ヒーローガズムでヒューイと再会し、ロビンのことを責められ、殴られる。兄の件で自分もヒューイと同じ立場になった心情を明かし、改めて心の底からヒューイに謝罪。その後ブルー・ホークを殺害するも自身も倒れ、ブルー・ホークの心臓を移植されて目覚める。(S3)
密かにザ・ボーイズに協力していたが、発覚して身を隠す。(S4)
トランスルーセント（Translucent）
演 - アレックス・ハッセル / 日本語吹替 - 手塚ヒロミチ
オリジナルキャラクター。コミックにおけるジャック・フロム・ジュピターに相当する。透明化能力を持つ白人男性。Aトレインと仲が良い。離婚した妻との間に息子がいる。
透明化は、身体の表皮を炭素系メタ物質に変化させることで、光を捻じ曲げ周囲と同化し透明に見せるという仕組みである（そのため完全に姿を消すには全裸になる必要がある）。また、そのような性質を持つことから皮膚を簡単には貫くことができず、刃物はもちろん銃も効かない。ちなみに、トランスルーセントは「半透明」を意味し、ブッチャーにもその点を指摘されている。
暇な時は透明になり、トイレや産婦人科で覗き行為を行っている変態である。それがきっかけでヒューイの盗聴器作戦に気付き、彼を尾行し襲撃するも、逆に捕らえられてしまい、最終的には爆弾を肛門から入れられ爆殺される。(S1)
ブラック・ノワール / アーヴィング（Black Noir / Earving）
演 - ネイサン・ミッチェル、Fritzy-Klevans Destine（若年期）
漆黒のアーマースーツに身を包み黒のヘルメットとマスクを装着した無愛想なまでに寡黙な黒人男性。他のセブン所属ヒーローと比べて特殊な能力はないが、至近距離での爆発に耐える高度な耐久力と人体を引き裂くほどの腕力を持ち、スーツに装備された暗器を駆使して戦う。屋根などに潜むのも得意である。
茶道やピアノ演奏、アニメを嗜む様子が描かれる。ナッツに対する強いアレルギーを持つ。
自己主張せず忠実なため、他の面々と異なり、ホームランダーから一定の信頼を得ている。
もともとは饒舌でエディ・マーフィに憧れ、映画出演を目指す目立ちたがり屋だった。セブン結成前からペイバックに所属しており、素顔でのヒーロー活動を希望していたが、黒人男性では民衆の支持を得られないとの理由で若き日のエドガーにより覆面を被ることを強制させられる。その後、ニカラグアでの作戦中に顔に重傷を負い、以降も傷を隠すために覆面での活動を余儀なくされた。
ペイバック時代、ソルジャー・ボーイと衝突し、盾で頭部を激しく殴打されたため、脳を損傷し、言語能力を失う。
ニカラグアではエドガーの命令でソルジャー・ボーイを裏切っており、復活したソルジャー・ボーイからの報復を恐れ、腕から追跡チップを取り出し姿をくらます。ソルジャー・ボーイとの親子関係を黙っていたことをホームランダーに裏切りとみなされ、内臓を抉り出されて死亡する。(S3)
二代目ブラック・ノワール（Black Noir Ⅱ ）
演 - ネイサン・ミッチェル / 日本語吹替 - 大泊貴揮
死亡した初代の代役。ヴォート社が運営するゴドルキン大学で舞台芸術を学んでいた過去を持つ。初代とは異なり饒舌で、なぜ自分が無言を強制されるブラック・ノワールを演じるのか困惑しながらも演じ続けている。空を飛ぶ能力を持つが、ブラック・ノワールとして活動しなければならないため、人前で能力を使うことを禁じられている。(S4)
ストームフロント / クララ・ライシンガー（Stormfront / Klara Risinger）
演 - アヤ・キャッシュ、シャーリーズ・セロン（劇中映画『セブンの夜明け』での演者、カメオ出演） / 日本語吹替 - 池田海咲
空を飛び、手から雷を出し、高い再生能力を持つ白人女性。自由主義で陽気な人物。漆黒のコスチュームを着用している。
その正体は1919年生まれで100才を超えた元ナチスであり、権力志向の強い野心的な人種差別主義者。白人至上主義で黒人やアジア人を見下しており、アーリア人の支配する世界を作るために活動する。ヴォート設立者でコンパウンドVの開発者でもあるヴォート・フレデリックにコンパウンドVを投与され、世界初のコンパウンドV成功例として能力を得る。また、フレデリックとの間に娘がいたが老齢ですでに他界している。ナチス・ドイツの敗北を予見して夫婦ともにアメリカに亡命した後、「リバティー」というヒーローネームで活動するが、姿を消す。
トランスルーセントの死後、その後任として、エドガーの推薦でセブンに加入。当初はホームランダーを人気で脅かして対立するも、その後は親密な関係となる。やがて過去を暴かれ、セブン全体にまで及ぶ大バッシングを受ける。ライアンを奪って逃げるベッカを殺そうとしてライアンに反撃され、重傷を負う。(S2)
不具となり、寝たきりのベッドでホームランダーにアーリア人が支配する世界を作るよう懇願するが断られ、舌を噛んで自殺する。(S3)
ランプライター（Lamplighter）
演 - ショーン・アシュモア / 日本語吹替 - 手塚ヒロミチ
炎を操るヒーロー。ただし、炎を自ら発生させることはできず、ライターやトーチを常に持っている。スターライトの加入以前にセブンから引退し、セージ・グローブ・センターの職員となる。
かつてはひそかにザ・ボーイズに協力していたが裏切り、マロリーと間違えてその孫を焼き殺する。
捕まったスターライトをヒューイと救出しようとセブン・タワーに潜入した際、自分が外されたセブンの彫像の前で焼身自殺する。(S2)
ジャック・フロム・ジュピター（Jack from Jupiter）
声 - ケビン・マイケル・リチャードソン（ザ・ボーイズ:ダイアボリカル）
原作および『ザ・ボーイズ:ダイアボリカル』に登場するセブンのメンバー。ドラマ版には登場しない。
スーパーソニック / アレックス（Supersonic / Alex）
演 - マイルズ・ガストン・ビリャヌエバ / 日本語吹替 - 関口雄吾
手を叩くことで強力な音波を発する能力者。ヒスパニック系。かつてスターライトと交際していた。
セブンの新メンバーを選出するリアリティショー番組で勝ち残り、正式なメンバーとなるも、反ホームランダーの動きに加わってホームランダーに粛清される。表向きは薬物の過剰摂取による死亡と報道された。(S3)
シスター・セージ (Sister Sage)
演 - スーザン・ヘイワード / 日本語吹替 - 青木瑠璃子
脳が成長し続ける能力を持つ黒人女性で、「世界一賢い」という文句が売り。肉体の再生能力も持ち、脳を棒でかき回されても、銃弾を打ち込まれても再生する。ただし、脳の再生中は知能が低下する。
セブンに加入後、アシュリーに代わってヴォート社のCEOになり、種々の陰謀を立案する。Aトレインの裏切りを密かに陰謀に組み込んだことでホームランダーに解雇され、身を隠して権力奪取を狙う。(S4)
ファイアクラッカー (Firecracker)
演 - ヴァロリー・カリー / 日本語吹替 - 高柳知葉
有名な陰謀論者。手から火花を散らす能力と強靭な肉体を持つ。かつてミス・コンテストでアニーに悪意ある噂を流されて敗退した過去を持ち、彼女を憎む。
セブンに加入後、スターライトは堕胎処置を受けたことがあるとTVで暴露し、攻撃する。ホームランダー懐柔を目論見、母乳を分泌する処置を受ける。(S4)

### その他の超能力者
- ドッペルゲンガー（Doppelganger）
  - 演 - Dan Darin-Zanco
  - 人間への変身能力を持った肥満体の男。ただし、短時間しか変身できない。
  - マデリンの策略で国防長官のカルフーン議員を同性愛者と見せかけ陥れ、軍事法案を却下させる。(S1)
  - ホームランダーの要求に応じてマデリンに変身し慰めるも、ホームランダー自身に変身したために激昂した彼に首をへし折られ死亡する。(S2)
- ショックウェーブ（Shockwave）
  - 演 - Mishka Thébaud / 日本語吹替 - 古賀明
  - Aトレインと同じ高速移動能力を持つ。
  - スピード対決イベントにてAトレインと対戦するが、コンパウンドVを過剰使用した彼に敗北する。(S1)
  - Aトレインに代わりセブン加入が示唆されるが、コンパウンドVを調査する議会の公聴会で頭部を破裂させられて死亡する。(S2)
- ナキーブ（Naqib）
  - 演 - Krishan Dutt (S1)、サメル・セーラム(S2) / 日本語吹替 - なし
  - ホームランダーによって作り出された、超能力を持つスーパーテロリスト。自身の体からエネルギーを発し周囲を爆発させる能力を持つ。
  - ブラック・ノワールによって仲間ともども殺される。(S2)
- エゼキエル（Ezekiel）
  - 演 - ショーン・ベンソン（英語版） / 日本語吹替 - 手塚ヒロミチ
  - 身体のあらゆる部位を伸長させる能力者にして、宗教団体"サマリタンズ・エンブレイス"を率いる牧師。実は同性愛者でありながら同性愛を治すと公には発言している。
  - 同性との行為をネタにヒューイに脅され、コンパウンドVについて知っていることを教える。(S1)
  - ファイアクラッカーと共にスターライトを糾弾する番組を製作し、ブッチャーに惨殺される。(S4)
- メズマー / チャールズ（Mesmer / Charles）
  - 演 - ハーレイ・ジョエル・オスメント
  - 相手に触れることで考えや記憶をある程度読み取る能力者。元子役俳優だが、現在は中年太りによりかつての面影はない。1990年代に劇中劇『The Mesmerizer』に出演し、超能力を持った探偵を演じていた。クレオという名の娘がいる。
  - ザ・ボーイズに協力しキミコの過去を読み取るが、彼らの素性をホームランダーに密告する。その後、裏切りを悟ったブッチャーに地下鉄のトイレの洗面台に叩きつけられて死亡する。(S1)
- ポップクロウ / シャーロット（Popclaw / Charlotte）
  - 演 - ブリタニー・アレン
  - 手首から骨を飛び出させて戦う。Aトレインの恋人で、コンパウンドVの常用者である。
  - コンパウンドVを服用しハイになった状態でアパートの大家との性行為中に勢い余って彼を殺してしまい、その盗撮映像をネタにブッチャーに脅されコンパウンドVの入手先を教える。裏切りを知ったAトレインに自殺を装って殺害される。(S1)
- イーグル・ジ・アーチャー（Eagle the Archer）
  - 演 - ラングストン・カーマン、日本語吹替 - 手塚ヒロミチ
  - 弓術を得意とする黒人男性のヒーロー。
  - ディープを保釈し、共同教会のキャロルに引き合わせる。その後、共同教会を除名されて批判する。(S2)
- ゲッコー / マシュー・カルバート（Gecko / Matthew Culbert）
  - 演 - デイヴィッド・トンプソン
  - ヴォート・タワーの67番研究所で再生する体をテストされるモルモットとして勤務する能力者でアニーの知己。腕やペニスを切り取られてもトカゲのように高速で再生する能力を持つ。密かに、SMプレイを行う男娼としての副業を持つ。
  - コンパウンドVのサンプルをアニーに渡す。(S2)
- ケンジ・ミヤシロ（Kenji Miyashiro）
  - 演 - アブラハム・リム
  - テレキネシス能力を持つキミコの弟でテロリスト"光解放軍"の一員。手を封じられていると能力が行使できない。ストームフロントに殺される。(S2)
- ビクトリア・ニューマン / ナディア (Victoria Neuman / Nadia)
  - 演 - クローディア・ドゥーミット / 日本語吹替 - 桜木可奈子
  - 能力者の監視と規制を掲げる女性政治家。が、その正体は相手の体内の血を操り目視した人体の箇所を破裂させる超能力者であり、目的のためなら能力の行使を厭わず大量殺人を行う。頭部への銃弾の直撃に耐え、高濃度の酸を浴びても効かないなど、頑健な肉体も持つ。正式にではないがエドガーの養女であり、ヴォート社と裏でつながっている。
  - 下院議員としてヴォート社とホームランダーを批判する。(S2)
  - 超能力管理局初代局長に就任。ホームランダーに買収され、エドガーを陥れる。ライアンの居場所を教える代わりに副大統領候補を暗殺させ、自ら副大統領候補となる。(S3)
  - 超能力者を殺すウイルスを、密かに恋人サミールに製造させる。ヴォート社と組み、次期大統領シンガーを殺す陰謀を立てる。ホームランダーを恐れてザ・ボーイズに保護を求めるも、最後は超能力を得たブッチャーに殺される。(S4)
- ゾーイ・ニューマン (Zoe Neuman)
  - 演 - Olivia Morandin / 日本語吹替 - 池田海咲
  - ビクトリアの娘。コンパウンドVを与えられ、口の中から触手を出す能力者となる。(S3)
- トニー（Tony）
  - 演 - Kyle Mac
  - ビクトリアの幼馴染。怪力を持つ。能力者の子供を養育・研究する施設"レッド・リバー"でビクトリアと共に育ち、彼女を施設に居た頃の名前であるナディアと呼んで接触を図るが、過去を隠したいビクトリアに殺害される。(S3)
- シンディ (Cindy）
  - 演 - Ess Hödlmoser
  - セージ・グローブ・センターに収容されている能力者。坊主頭の女性。強力な圧力操作の能力と、銃弾を打ち込まれても効かない体を持つ。能力の強さと精神の不安定さから特に危険視される。(S2)
  - 政府の命令で、逃亡しようとするヒューイとスターライトを捕獲しようとするが、スターライトには逃げられる。（S4）
- ラブ・ソーセージ (Love Sausage）
  - 演 - Andrew Jackson（S2）、Derek Johns（S3以降）
  - セージ・グローブ・センターに収容されている能力者。自身の伸縮自在のペニスを操る能力を持つ。(S2)
  - ヒーローガズムに参加する。(S3)
  - 政府の命令で、逃亡しようとするマザーズミルクを捕獲する。（S4）
- ターマイト (Termite）
  - 演 - Brett Geddes
  - 自身の身体を小さくする能力を持つ。また、人を軽々振り回すほどの怪力を持ち、小さくなってもパワーは変わらないようである。
  - ヒーローガズムに参加中、ホームランダーに踏み殺される。(S3)
- ブラインドスポット (Blindspot）
  - 演 - Chris Mark
  - 盲目であるが、その分聴覚が非常に発達しているヒーロー。運動能力も高い。
  - アシュリーがセブンの新メンバーとして紹介したが、それを快く思わないホームランダーに両耳を潰され再起不能となる。(S2)
- ブルー・ホーク (Blue Hawk)
  - 演 - ニック・ウェクスラー / 日本語吹替 - 赤坂柾之
  - 黒人に対し過剰な暴力を振るったとして非難される白人男性。怪力を持つ。
  - Aトレインによって道路上を引きずり回されて殺された後、心臓がAトレインに移植される。(S3)
- シルバー・キンケイド(Silver Kincaid)
  - 演 - Grace Wilhelm
  - セブンに新加入するメンバーを選出するリアリティショー番組の出演者。テレキネシスとテレパシーを持つ。イスラム系で、初のヒジャブを被った女性ヒーローとして注目を集めており、スターライトは彼女を新メンバーに推薦したがホームランダーの意向により脱落。(S3)
- ムーンシャドウ（Moonshadow）
  - 演 - Abigail Whitney
  - セブンに新加入するメンバーを選出するリアリティショー番組の出演者。黒人女性。神経系を操作する能力を持つ。最終候補まで残ったが、ホームランダーの意向により脱落。(S3)
- スプリンター(Splinter)
  - 演 - Rob Benedict
  - ファイアクラッカーを献身的に支える能力者。自身の複製を作り出し、分離できる。本体が死ぬと複製も死ぬ。(S4)
- ロバート・ヴァーノン / テックナイト (Tek Knight)
  - 演 - デレク・ウィルソン（英語版） / 日本語吹替 - 石黒史剛
  - ヴォート社製作の犯罪捜査番組『テックナイト 真実の全貌』に出演する、異常に優れた五感と洞察力を備えたヒーロー。『ジェン・ブイ』からのゲストだが、名前自体は本編のS1でも登場している。
  - 秘密裏に倒錯行為を楽しむための地下基地を持つ。奴隷追跡と刑務所経営により財を成した富豪の生まれだが幼少時に父を亡くし執事[注釈 4]に育てられ、またサイドキック[注釈 5]を持つなど、バットマンのパロディである。
  - 怪物を育てたことを後悔する執事と、捕らえられ拷問されていた元サイドキックにより殺される。(S4)
- ケイト・ダンラップ（Cate Dunlap）
  - 演 - マディー・フィリップス（英語版） / 日本語吹替 - 弘松芹香
  - 『ジェン・ブイ』からのゲスト出演。ゴドルキン大学の守護者としてヴォート主催のイベントに出演する。直接手で触れることで他人の行動や記憶を操る能力を持つ。奪った記憶は元に戻すことも可能。ヴォート社やホームランダーの指示に忠実に従っており、逃亡しようとするキミコとフレンチーを捕獲する。 (S4)
- サム・リオーダン（Sam Riordan）
  - 演 - エイサ・ジャーマン（英語版） / 日本語吹替 - 宮崎遊
  - 『ジェン・ブイ』からのゲスト出演。ゴドルキン大学の守護者としてヴォート主催のイベントに出演する。不死身の肉体と怪力を持ち、類まれなる強さを誇る。政府の命令で、逃亡しようとするキミコとフレンチーを捕獲する。(S4)
- ウェブウィーバー（Webweaver）
  - 演 - Dan Mousseau / 日本語吹替 - 比嘉良介
  - ブッチャーの情報源である、倒錯趣味を持つ薬物中毒の能力者。尾てい骨の上の位置に粘着性のある糸を吹き出すことのできる穴がある。コスチュームや巣を紡ぐと言う名称、能力からしてスパイダーマンのパロディである[注釈 6]。(S4)
- シェイプシフターの暗殺者
  - 演 - Naomi Frenette
  - 現在の姿の肉体の表面を剥ぐことで、触れた人物の姿形に変身する能力者。姿をコピーした際、コピー元の記憶も読み取れる。銃弾を打ち込まれても効かない体に怪力も持つ。
  - シスター・セージに雇われ、アニーに化けてシンガーの暗殺を謀るも失敗。アニーに殺される。(S4)

#### ペイバックの元メンバー
- ソルジャー・ボーイ（Soldier Boy）
  - 演 - ジェンセン・アクレス / 日本語吹替 - 東地宏樹
  - セブン以前に存在したヒーローチーム「ペイバック」のリーダーとしてかつて最高の人気と実力を誇り、原発事故を防いで死んだとされる能力者。実際には1980年代のニカラグアでヴォート社及び「ペイバック」メンバーに裏切られて当時のソ連政府に捕らえられ、人体実験を受けた末に現在もロシア国内にて冷凍保存されている。ソ連での実験により、元来持っていた不老不死の肉体と怪力に加えて、胸部より放射線を含むエネルギーを放出する能力を得る。これを長時間浴びた能力者は能力を喪失する。また、自身の体からも常に放射線を発している。常人では持ち上げることすら出来ない金属製の盾を武器として携行し、片手で軽々と操る。
  - ザ・ボーイズに解放され、密かに帰国する。ブッチャーおよびヒューイと協力し、裏切り者を探してペイバックの仲間を次々と殺していく中で仲間全員に裏切られていたこと、ホームランダーが息子であることを知る。ヴォート本社でホームランダーと戦おうとするも、ライアンを守ろうとするブッチャー、大惨事を避けようとする他のザ・ボーイズやクイーン・メイヴと戦い、再び冷凍保存される。(S3)
  - 冷凍保存されていることをホームランダーが知る。（S4）
- ガンパウダー（Gunpowder）
  - 演 - ショーン・パトリック・フラナリー、Gattlin Griffith（若年期） / 日本語吹替 - 平林剛
  - 射撃能力に長じた能力者。跳弾の軌道を予測して相手を死角から射撃する事ができる。V24で強化されたブッチャーに殺される。(S3)
- クリムゾン・カウンテス（Crimson Countess）
  - 演 - ローリー・ホールデン / 日本語吹替 - 東内マリ子
  - 両の手を合わせることで炎の弾を生成し、飛ばす能力者。炎弾に当たった対象は爆発する。手を束縛されると無力となる。
  - 裏切り者を探すソルジャー・ボーイに殺される。(S3)
- スワット（Swatto）
  - 演 - Joel Labelle
  - ハエのような羽根で飛行できる能力者。羽根は畳んで収納することが可能。
  - すでにニカラグアで戦死している。(S3)
- マインドストーム（Mindstorm）
  - 演 - Ryan Blakely / 日本語吹替 - 山中誠也
  - テレパシー能力を持ち、相手の意識を失わせ悪夢に閉じ込める能力者。その能力ゆえに精神を病み、マリファナを常用している。
  - 裏切り者を探すソルジャー・ボーイに殺される。(S3)
- TNTツインズ（TNT Twins）
  - 演 - ジャック・ドーラン（トミー） / クリスティン・ブース（テッサ）
  - トミーとテッサからなる男女の双子の能力者。2人で手を繋ぐことでもう片方の手から電撃のようなエネルギーを発射することができる。
  - 裏切り者を探すソルジャー・ボーイに殺される。(S3)

### ヴォート・インターナショナル関係者
- スタン・エドガー（Stan Edgar）
  - 演 - ジャンカルロ・エスポジート、ジャスティン・デイヴィス（若年期）/ 日本語吹替 - 菊池康弘
  - 声 - ジャンカルロ・エスポジート / 日本語吹替 - 菊池康弘（ザ・ボーイズ:ダイアボリカル）
  - ヴォート社の経営責任者。
  - かつて手に負えなくなったソルジャー・ボーイの精子からホームランダーを作ったのち、ニカラグアでソルジャー・ボーイをペイバックのメンバーに裏切らせて倒し、ソ連に引き渡した過去が判明する。(S3)
  - 刑務所で服役していたがザ・ボーイズによって仮釈放され、養女ビクトリア・ニューマンのウイルス研究所へ案内する。やがてニューマンに拉致される。(S4)
- マデリン・スティルウェル（Madelyn Stillwell）
  - 演・声 - エリザベス・シュー / 日本語吹替 - 本田貴子
  - ヴォート社の副社長。社の権威を強めるために軍との契約を推し進め、障害となる政治家や要人を排除あるいは恐喝する他、権力を利用してヒーローたちの失敗や暗部を覆い隠す。
  - ホームランダーの担当マネージャーも兼務し、彼とは複雑な関係にある。また、テディという幼い子供がいる。
  - 後にホームランダーの息子であるライアンの存在を隠していたことが判明し、約束を破ったとみなされ顔面を熱線で焼かれて絶命する。(S1)
- アシュリー・バレット（Ashley Barrett）
  - 演・声 - コルビー・ミニフィ（英語版） / 日本語吹替 - 熊谷海麗
  - ヴォート社の広報担当。主にセブンのメディア活動をサポートするが、気が弱く、常にホームランダーやマデリンの言いなりであるために他のセブンのメンバーからもバカにされている。テックナイトの友人であり、ともに倒錯趣味を嗜む。
  - スターライトの指導係を務める。(S1)
  - マデリンの死後、ホームランダーの推薦もあり副社長に昇進し、ホームランダーの意に沿って行動する。(S2)
  - エドガー失脚後にCEOとなるも、ホームランダーの傀儡となる。ストレスでほとんどの髪の毛を失う。(S3)
  - CEOの座をシスター・セージに奪われる。セブンに不利な情報を握るとして抹殺されそうになるが、逃亡のため自身にコンパウンドVを投与する。(S4)
- もう一人のアシュリー（Also Ashley）
  - 演 - サブリナ・サウディン
  - アシュリー・バレットのCEO昇進に伴い登場したヴォート社の広報担当で、彼女の部下。
  - セブンに不利な情報を握る者として、二代目ブラック・ノワールにアシュリー・バレットと人違いで殺される。(S4）
- セス・リード（Seth Reed）
  - 演 - マルコム・バレット / 日本語吹替 - 古賀明
  - エヴァンと共にスーパーヒーローのメディア受けする設定を考案するヴォート社の広報部員。
  - 「巻き添え事故 被害者の会」で、かつて恋仲にあった女性ヒーローとの性交中に彼女の能力で性器が破壊されたことを告白する。(S1)
- エヴァン・ランバート（Evan Lambert）
  - 演 - デヴィット・リール / 日本語吹替 - 手塚ヒロミチ
  - セスと共にスーパーヒーローのメディア受けする設定を考案するヴォート社の広報部員。
  - セブンに不利な情報を握る者としてディープに抹殺される。(S4)
- ダグ・フリードマン（Doug Friedman）
  - 演 - ブルース・ノヴァコウスキー
  - ロビンの死亡に際してヒューイに40,000.00ドルの和解金を提示するも断られる。(S1)
  - セブンに不利な情報を握る者として、ファイアクラッカーに抹殺される。(S4)
- アニカ（Anika）
  - 演 - アナ・サニ
  - ヴォート社の犯罪分析部門のメンバー。
  - Aトレインが行った情報漏洩の嫌疑をかけられ、反論する間もなくホームランダーに抹殺される。(S4)
- ジョナー・ヴォーゲルバウム博士[注釈 7]（Jonah Vogelbaum）
  - 演 - ジョン・ドーマン / 日本語吹替 - 山中誠也
  - ヴォート社の元科学者。かつてホームランダーを創造・育成するが、親からの愛を知らず研究室で育った彼を「最大の失敗作」と評すと同時に後悔している。(S1)
  - 隠遁していたがブッチャーに脅迫され、コンパウンドVをめぐる議会の公聴会の証人となるが、頭部を破裂させられて死亡する。(S2)
- レジェンド (The Legend)
  - 演 - ポール・ライザー
  - ヴォート社の元副社長でマデリンの前任者。ソルジャー・ボーイを助ける。(S3)
- コーイ (Koy)
  - 演 - ジョン・コヤマ / 日本語吹替 - 江頭宏哉
  - ライアンのメディア向けの初陣における犯人役のスタントマン。本番では本気で突き飛ばすようライアンに指導するが、ライアンの力が強すぎて壁に叩き付けられ絶命する。(S4)
- バーバラ (Barbara)
  - 演 - ナンシー・レネハン / 日本語吹替 - 塩田朋子
  - ヴォート社の科学者で研究所所長。かつてエドガーやヴォーゲルバウム博士と共にホームランダーを創造・育成する。(S4)
- マーティン (Martin)
  - 演 - マレー・フロー / 日本語吹替 - 松川裕輝
  - ヴォート社の科学者。バーバラの下、幼少期のホームランダーを監視・研究する。幼少期のホームランダーの自慰行為をからかったことがあり、それを根に持ったホームランダーに他の研究員の前での自慰行為を強要された上で失敗を咎められ殺害される。(S4)
- フランク (Frank)
  - 演 - マーク・コーウィング / 日本語吹替 - 野坂尚也
  - ヴォート社の科学者。バーバラの下、幼少期のホームランダーを監視・研究する。幼少期のホームランダーの皮膚の耐熱性をテストするために高温のオーブンの中に入れる実験を行ったことがあり、それを根に持ったホームランダーにオーブンに入るよう強要され焼死する。(S4)

### CIA関係者
- グレイス・マロリー（Grace Mallory）
  - 演 - ライラ・ロビンス、Sarah Swire（若年期） / 日本語吹替 - 塙英子[注釈 8]
  - ザ・ボーイズの創設者で元CIA副長官。妻を失い意気消沈していたブッチャーをザ・ボーイズに勧誘する。
  - ランプライターに孫を焼き殺されてしまったことをきっかけに隠遁している。(S1)
  - レイナーの死後、ブッチャーに促されてヴォート社を追及する。(S2)
  - かつてニカラグアでペイバックと共にコントラに関わる秘密作戦[注釈 9]に関わっていたことが明らかになる。敗れたソルジャー・ボーイを密かに冷凍保存させる。(S3)
  - ライアンにホームランダーと戦うことを求めたため殺される。(S4)
- スーザン・レイナー（Susan Raynor）
  - 演 - ジェニファー・エスポジート
  - CIA副長官。CIA時代のブッチャーの同僚。
  - ブッチャーの心境を理解しており、ザ・ボーイズの活動をサポートしたいと望む反面、ヴォート社の強大さに及び腰になり、ヴォート社側につくという上層部の決定に従う。(S1)
  - その後もヴォート社を調査するも、ザ・ボーイズの目の前で頭部を破裂させられて死亡。(S2)
- ジョー・"モンキー"・ケスラー（Joe "Monkey" Kessler）
  - 演 - ジェフリー・ディーン・モーガン / 日本語吹替 - 田所陽向
  - アフガニスタンで死んだブッチャーの旧友。ブッチャーの幻覚として現れる。(S4)

### 共同教会
- アレステア・アダナ（Alistair Adana)
  - 演 - ゴラン・ヴィシュニック、ビリー・ゼイン（劇中映画『ディープ イルカと共に』での演者、カメオ出演）
  - 共同教会の指導者。エドガーやニューマンと関係を持つ。ニューマンに頭部を破裂させられて死亡。(S2)
- キャロル・マニング（Carol Manning）
  - 演 - ジェシカ・ヘクト
  - ディープにカウンセリングを行う共同教会のメンバー。(S2)
- カサンドラ・シュワルツ (Cassandra Schwartz)
  - 演 - Katy Breier
  - ディープと結婚した女性信者。二人で共同教会を抜けた後は夫を操縦するようになるも、タコを交えたセックスを強いられ離反する。(S2、S3)

### ザ・ボーイズ関係者
- ヒュー・キャンベル（Hugh Campbell）
  - 演 - サイモン・ペッグ / 日本語吹替 - ボルケーノ太田
  - ヒューイの父。ヒューイを常に支え、応援する。
  - ザ・ボーイズの存在が公になってからは、CIAに保護される。(S1、S3)
  - 脳卒中で倒れ、コンパウンドVにより覚醒するも記憶障害となる。人や物をすり抜ける能力を得るが、うまく力を制御できず、記憶障害も相まって錯乱。殺人を犯し、ヒューイに安楽死させられる。(S4)
- ダフネ・キャンベル (Daphne Campbell)
  - 演 - ローズマリー・デウィット / 日本語吹替 - 永島由子
  - かつてヒューを捨てたヒューイの母。(S4)
- ロビン・ワード（Robin Ward）
  - 演 - ジェス・サルゲイロ / 日本語吹替 - 向坂伊織
  - ヒューイの彼女。
  - Aトレインがロビンが居る場所を高速で通過してしまったために、ヒューイと繋いでいた両前腕を残しバラバラになって死亡[19]。その後も彼が立ち直るまでは度々幻影として現れる。(S1)
- ベッカ・ブッチャー （Becca Butcher）
  - 演 - シャンテル・ヴァンサンテン / 日本語吹替 - 高宮彩織
  - ブッチャーの妻、ライアンの母。
  - 8年前にヴォート社で広報担当を務めていた時に失踪したが、のちに生きてブッチャーの前に姿を現す。(S1)
  - ストームフロントとライアンの戦闘の巻き添えで死亡する。(S2)
  - 幻覚としてブッチャーの前に現れる。(S4)
- ライアン・ブッチャー（Ryan Butcher）
  - 演 - Parker Corno (S1)、キャメロン・クロヴェッティ(S2以降) / 日本語吹替 - 熊谷海麗
  - ベッカとホームランダーとの間に生まれた息子。生まれつきホームランダーの能力を受け継ぎ、目からの熱線放射、怪力、超聴覚を発揮しているが、母親であるベッカには能力を使用しないよう育てられている。
  - 母を襲撃したストームフロントに反撃して熱線を発射し重傷を負わすも、母の死を招く。ホームランダーではなくブッチャーを選んで同行し、マロリーに預けられる。(S2)
  - ホームランダーを父として選び、共にソルジャー・ボーイと戦う。(S3)
- サム・ブッチャー（Sam Butcher）
  - 演 - ジョン・ノーブル、Brendan Murray（若年期） / 日本語吹替 - 手塚ヒロミチ[注釈 10]
  - ビリーの父。家庭を暴力的に支配し続ける。現在は膀胱癌で余命わずか。
- コニー・ブッチャー（Connie Butcher）
  - 演 - レスリー・ニコール
  - ビリーの母。息子を余命いくばくもない夫と引き合わせる。
- レニー・ブッチャー（Lenny Butcher）
  - 演 - Jack Fulton（青年期）、Brono Rudolf（幼年期）
  - ビリーの弟。父の暴力に耐えかねてビリーが家を飛び出すことを知った後に自殺し、すでに故人。彼の死はビリーの重大なトラウマとなっている。
- モニーク（Monique）
  - 演 - アルビナ・オーガスト / 日本語吹替 - 和優希
  - マザーズミルクの妻で、娘ジャニーヌと共に彼から溺愛されている。
  - ザ・ボーイズの存在が公になってからは、CIAに保護される。(S1)
  - マザーズミルクと離婚後、トッドという男性と再婚する。(S3)
  - トッドが死に、危険を恐れたマザーズミルクによりベリーズに逃がされる。(S4)
- ジャニーヌ（Janine）
  - 演 - Liyou Abere / 日本語吹替 - 熊谷海麗
  - マザーズミルクとモニークの娘。
- トッド（Todd）
  - 演 - マシュー・ゴードン / 日本語吹替 - 山中誠也
  - モニークの再婚相手。熱烈なホームランダー支持者。(S3)
  - シスター・セージの命令で殺され、スターライト支持者による犯行が偽装される。(S4)
- シェリー（Cherie）
  - 演 - ジョーダナ・ラジョイ / 日本語吹替 - 熊谷海麗
  - フレンチーのガールフレンド。ザ・ボーイズにも協力的。
- リトル・ニーナ（Little Nina）
  - 演 - Katia Winter / 日本語吹替 - 鶴田真希
  - かつてフレンチーが属していたロシア・ギャングのボス。(S3)
  - フレンチーが見る幻影として登場する。(S4)
- コリン・ハウザー（Colin Hauser）
  - 演 - Elliot Knight / 日本語吹替 - 清水優譲
  - フレンチーの恋人でスターライト支持者。リトル・ニーナに厳しい判決を下そうとした判事である母への報復として、フレンチーに家族全員を殺されている。(S4)

### セブン関係者
- ドナ・ジャニュアリー（Donna January）
  - 演 - アン・キューザック / 日本語吹替 - 鶴田真希
  - アニーの母。ステージママであり、まだ新生児だったアニーにコンパウンドVを投与し超能力者に仕立て、セブンに入れるために食事や生活管理を厳しく制限して思いのままにする。そのため成長したアニーから距離を置かれ、憎悪されている。
- エレナ（Elena）
  - 演 - ニコラ・コレイア＝ダミュード / 日本語吹替 - 桜木可奈子
  - クイーン・メイヴの恋人。一時期は家庭を持ち、彼女と疎遠になる。
- ネイサン・フランクリン（Nathan Franklin）
  - 演 - クリスチャン・キーズ / 日本語吹替 - 手塚ヒロミチ
  - Aトレインの兄で、彼の専属トレーナー。献身的に弟をサポートする。
  - ブルー・ホークに重傷を負わされる。弟がブルー・ホークを殺したことを察し、縁を切る。(S3)
- キアラ（Kiara）
  - 演 - キンバリー-スー・マレー / 日本語吹替 - 坂本悠里
  - スターライトを支持するスターライターの一員。ホームランダー支持者に暴行され負傷する。(S4)
- アンブロシウス（Ambrosius）
  - 声 - ティルダ・スウィントン / 日本語吹替 - 皆川純子
  - ディープの恋人の蛸。(S3、S4)

### その他
- ロバート・"ダコタ・ボブ"・シンガー（Robert "Dakota Bob" Singer）
  - 演 - ジム・ビーヴァー[注釈 11] / 日本語吹替 - 山中誠也
  - アメリカ国防長官。
  - ニューマンを副大統領候補として大統領候補に当選するも、ニューマン殺害の濡れ衣を着せられて失脚する。(S4)
- アダム・バーク（Adam Bourke）
  - 演 - P・J・バーン / 日本語吹替 - 下川涼
  - 『セブンの夜明け』『トレーニングAトレイン』など、ヴォート主導のスーパーヒーロー礼賛映画を撮る映画監督。
- キャメロン・コールマン（Cameron Coleman）
  - 演 - マシュー・エディソン / 日本語吹替 - 菊池康弘
  - トークショーのホスト。スーパーヒーローやホームランダーを支持する偏向報道を行う。特殊な性的嗜好を持っており、アシュリーと親密になるも、左遷されたアシュリーを裏切ったために罪を着せられて殺される。
- ヘイリー・ミラー（Hailey Miller）
  - 演 - リー・ブッシュ / 日本語吹替 - 木村香央里
  - トークショーのホスト。彼女の番組に作中の様々な人物が出演している。
- ニカ・エリオット（Nneka Elliott）
  - 演 - ニカ・エリオット（本人役） / 日本語吹替 - 坂本悠里
  - 作中世界のテレビ局であるNNC、VNNのニュースアンカー兼レポーター。
- コーチ役の俳優
  - 演 - ウィル・フェレル（友情出演） / 日本語吹替 - 岩崎ひろし
  - 『トレーニングAトレイン』にAトレインを更生させるコーチ「ブリンク」の役で出演する。(S4)
- サミール・シャー（Sameer Shah）
  - 演 - オミッド・アブタヒ（英語版） / 日本語吹替 - 宮園拓夢
  - ウイルス研究者。ビクトリアの恋人でゾーイの父親。ブッチャーに足を切断され、拘束されて超能力者を殺すウイルスを改良する。(S4)
- カルフーン下院議長（Senator Calhoun）
  - 演 - デヴィッド・アンドリュース / 日本語吹替 - 山中誠也(S1)、玉井勇輝(S4)
  - ヴォート社が薦めるスーパーヒーローによる軍事介入に反対する政治家。
  - マデリンの策略でドッペルゲンガーにより陥れられ、軍事法案を却下させ、以後はヴォート社を支持する傀儡と化す。(S1)
  - ニューマンの死とその犯人とされたシンガーの逮捕で、アメリカ合衆国憲法修正第25条により大統領となる。(S4)

## エピソード

### シーズン1のエピソード
| 通算 話数 | シーズン 話数 | タイトル                               | 監督                   | 脚本                                       | 公開日        |
| --- | ------------- | -------------------------------------- | ---------------------- | ------------------------------------------ | ------------- |
| 1 | 1             | "発端" "The Name of the Game"          | ダン・トラクテンバーグ | エリック・クリプキ                         | 2019年7月26日 |
| 平凡な電化製品店員ヒューイは、恋人のロビンをAトレインとの事故で失う。父の助言に反してヒューイは和解を拒否し、ビリー・ブッチャーの誘いでヴォート社に盗聴器を仕掛けてセブンの腐敗を暴こうとする。盗聴器を仕掛ける様子を見ていたトランスルーセントがヒューイを襲うが捕らえられる。超能力を持つアニーはセブンに加わってスターライトとなるも、ディープにセクハラを受け、セブンの腐敗ぶりに困惑する。ヒューイとアニーは知り合いになる。ヴォート社の副社長マデリンをコンパウンドVの件で脅したボルティモア市長の乗る飛行機は、ホームランダーに撃墜される。 |               |                                        |                        |                                            |               |
| 2 | 2             | "指導" "Cherry"                        | Matt Shakman           | エリック・クリプキ                         | 2019年7月26日 |
| ブッチャーは不死身のトランスルーセントを殺すためにフレンチーを頼るが、殺し方が分からず、トランスルーセントの肛門に爆弾を挿入する。ホームランダーは独断で飛行機を撃墜した件でマデリンに注意を受ける。アニーは私服で暴漢を退治して叱責される。マデリンは上院議員カルフーンを恐喝して国防契約を取ろうとする。トランスルーセントからの連絡がないことを怪しんだホームランダーが捜索に来る中、ヒューイが逃げようとしたトランスルーセントを爆殺する。 |               |                                        |                        |                                            |               |
| 3 | 3             | "収穫" "Get Some"                      | Phil Sgriccia          | George Mastras                             | 2019年7月26日 |
| トランスルーセントを殺したヒューイは覚悟を決め、父にしばらく家を出ることを告げる。アニーはスターライトとして活動する際、露出の多い衣装を着るよう強要される。ブッチャーはマザーズミルクを仲間に入れる。ザ・ボーイズはAトレインの恋人ポップクロウの家を盗聴して、AトレインがコンパウンドVを使用していることを知る。AトレインはコンパウンドVを使ってショックウェイブとのスピード競争に勝利する。ヒューイはスピード競争の会場でアニーを見つけ、彼女がスターライトであることを知る。ポップクロウはコンパウンドVを服用しての性交中に相手を殺してしまい、一部始終を見ていたブッチャーに脅される。セブンは亜鉛の箱に入れられたトランスルーセントの死体を発見する。 |               |                                        |                        |                                            |               |
| 4 | 4             | "彼女" "The Female of the Species"     | フレッド・トーイ       | Craig Rosenberg                            | 2019年7月26日 |
| ザ・ボーイズはAトレインのコンパウンドV入手先を探し、拉致されてコンパウンドVを与えられていた少女を見つけるが逃げられる。そして少女を追ってきたAトレインから彼女を救う。ブッチャーの指示で、ヒューイはアニーとデートをして盗聴器を仕掛ける。ディープは自分の使命について悩み、イルカを脱走させようとするが失敗する。ホームランダーとクイーン・メイヴはハイジャックされた航空機を救助しようとして失敗し、目撃した乗員乗客全員を見殺しにする。航空機はそのまま墜落・大破し、ホームランダーは指揮系統に入っていなかったから彼らを救えなかったとして、軍とヴォート社の契約の必要性をメディアに訴える。 |               |                                        |                        |                                            |               |
| 5 | 5             | "信念" "Good for the Soul"             | Stefan Schwartz        | Anne Cofell Saunders                       | 2019年7月26日 |
| Aトレインは、恋人ポップクロウからコンパウンドVの秘密を洩らした相手の情報を聞き出し、彼女を殺す。クイーン・メイヴはハイジャック犠牲者追悼式でのホームランダーの偽善的なスピーチを嫌悪する。ホームランダーとスターライトはエゼキエルの主催する宗教イベント「ビリーブ・エクスポ」にゲストとして招かれる。ヒューイが同性愛趣味をネタにエゼキエルを恐喝し、ザ・ボーイズはヴォート社がポリオ・ワクチンと偽ったコンパウンドVを新生児に与えてスーパーヒーローを作っていることを知る。ホームランダーは台本を無視してスピーチを行う。スターライトも同様に台本を無視して、性的被害を暴露する。マデリンは、自分に逆らって独善的なスピーチをしたホームランダーを懐柔する。Aトレインにより面が割れてしまったフレンチーはブラック・ノワールに襲われるが、少女に救われる。 |               |                                        |                        |                                            |               |
| 6 | 6             | "無垢" "The Innocents"                 | Jennifer Phang         | Rebecca Sonnenshine                        | 2019年7月26日 |
| ブッチャーはヒューイを連れてスーパーヒーローの被害者の支援会に出向き、自分も妻がホームランダーにレイプされて失踪したことを明かす。アニーはヴォート社の方針に反抗する。マデリンはディープがアニーにセクハラを働いたことを知り、公式に謝罪させる。マザーズミルクとフレンチーは読心能力者のメズマーに頼み、引き離された娘のクレオに会わせる代わりに、口をきかない少女の心を読ませる。少女の名はキミコといい、ヴォート社がコンパウンドVを与えて強力な敵に仕立て上げたテロリスト集団"光解放軍"に育てられたことがわかる。キミコは弟の救出を望む。ブッチャーは旧知のCIA副長官スーザン・レイナーにヴォート社の秘密を話すが、受け付けてもらえない。メズマーはホームランダーにザ・ボーイズのことを話す。ブッチャーはヒューイに、敵であるアニーとの仲を深めないよう警告し、トランスルーセント殺害の件を暴露すると脅す。 |               |                                        |                        |                                            |               |
| 7 | 7             | "防衛" "The Self-Preservation Society" | ダン・アティアス       | Craig Rosenberg & Ellie Monahan            | 2019年7月26日 |
| ヒューイとアニーはホテルで一夜を過ごす。ディープは退屈なオハイオ州に左遷される。Aトレインの肉体はコンパウンドVの過剰摂取で悪化する。ホームランダーはセブンの会議を開き、トランスルーセントとポップクロウを殺したのはヒューイを含むザ・ボーイズだと糾弾し、スターライトを裏切り者だと責めるが、クイーン・メイヴが弁護する。Aトレインはヒューイの父親を人質に取ってヒューイを脅迫するが、隠れていたキミコがAトレインを負傷させる。ブッチャーは裏切ったメズマーを殺し、証拠となるコンパウンドVをレイナーに渡してメンバーの家族の保護を頼む。ホームランダーはヴォーゲルバウム博士にベッカのことを尋ねる。博士は8年前、ベッカがホームランダーの子供を身ごもったものの、異常な早産で母子いずれも死んだことを明かし、家庭ではなく実験室で育てたためにホームランダーの人格を歪めてしまったことを詫びる。レイナーはマデリンを追及するが聞く耳を持たれず、さらに超能力を持つテロリスト・ナキーブの存在を知らされる。ヒューイは再度アニーに会い、コンパウンドVについて説明する。超能力は生まれついてのものだと信じていたアニーは激しく動揺し、ヒューイを警察に連れて行こうとするが、ブッチャーがヒューイを救い出す。 |               |                                        |                        |                                            |               |
| 8 | 8             | "発覚" "You Found Me"                  | エリック・クリプキ     | Anne Cofell Saunders & Rebecca Sonnenshine | 2019年7月26日 |
| ナキーブに対抗するために軍はヴォート社と契約し、コンパウンドVの件は無視され、ザ・ボーイズはトランスルーセント殺害の件で指名手配される。アニーは母親を問い詰め、自分がコンパウンドVを与えられたことを確認する。ブッチャーはヒューイを連れて、ザ・ボーイズの創設者であるマロリーに会い、マデリンとホームランダーが特別な関係にあることを教わる。MM、フレンチー、キミコが逮捕される。マデリンとの面会を優先するブッチャーに対し、ヒューイは仲間を救出しようとし、アニーに助力を乞うも断られる。Aトレインは、私服ではただの黒人として見下されることを経験し、コンパウンドVを過剰摂取する。クイーン・メイヴはアニーに、自分と同じように長いものに巻かれる必要はないと助言する。ホームランダーは、強力な敵を作るためテロリストにコンパウンドVを与えたとマデリンに告白する。ヒューイはスターライトの助太刀によりザ・ボーイズの奪還に成功する。それを阻止しようと現れたAトレインがヒューイとスターライトを襲うが、心臓発作で倒れる。ブッチャーはマデリンの家に行って脅し、ホームランダーを待ち受ける。ヴォーゲルバウム博士からベッカと自分の息子に関する真実を聞き出したホームランダーが現れ、嘘をついていたマデリンを殺す。ブッチャーは自爆してホームランダーを殺そうとするが失敗する。ホームランダーはブッチャーを、ベッカと自分の息子が隠れ住んでいる家に連れて行く。 |               |                                        |                        |                                            |               |

### ショートフィルム
2020年9月11日、公式ツイッターアカウント(@TheBoysTV)にてショートフィルム "BUTCHER: A Short Film"が配信された。
| タイトル | 公開日        |
| --- | ------------- |
| "BUTCHER: A Short Film" | 2020年9月11日 |
| シーズン1とシーズン2の間のブッチャーを描く。8年ぶりに妻ベッカとその息子に対面した直後、ブッチャーはとある街の駐車場で目を覚ます。マデリン殺害事件の容疑者として指名手配されていることを知り、ベッカの家の特徴を忘れないようにメモして、旧友ジョックの家に行って助けを求める。だが裏切られて当局に通報され、ブッチャーはジョックを殺したのち家に放火して逃げる。そこにフレンチーから電話が入る。 |               |

### シーズン2のエピソード
| 通算 話数 | シーズン 話数 | タイトル                                                                         | 監督                   | 脚本                | 公開日        |
| --- | ------------- | -------------------------------------------------------------------------------- | ---------------------- | ------------------- | ------------- |
| 9 | 1             | "新たな敵" "The Big Ride"                                                        | Phil Sgricci           | エリック・クリプキ  | 2020年9月4日  |
| シリアでブラック・ノワールが超能力を持つスーパーテロリストを倒す。ホームランダーは、トランスルーセントの追悼式で彼がスーパーテロリストに殺されたと嘘をつく。Aトレインは昏睡状態にある。不遇の身を嘆くディープは奇行で逮捕され、保釈してもらったイーグル・ジ・アーチャーに"共同教会"のキャロルを紹介される。指名手配されたザ・ボーイズは身を隠している。ヒューイは密かにアニーに会い、ヴォート社からコンパウンドVを持ち出すことを依頼する。広報担当に戻ったアシュリーがトランスルーセントの後任としてアジア系で盲目のブラインドスポットを連れてくるが、ホームランダーは気に入らず彼の耳を破壊する。ザ・ボーイズは超能力者が密入国させられていることを知るが、これを伝えられたレイナーは頭部を破裂させられて殺される。ストームフロントという女性ヒーローがセブンに加わる。ホームランダーは何の相談もなくストームフロントを加入させたエドガーに抗議するが、ヴォート社は元ナチスの科学者フレデリック・ヴォート博士が設立した製薬会社であってヒーローの会社ではないとはねつけられる。ヒューイはスターライトから近日中にコンパウンドVが手に入ると報告を受ける。マデリン殺しの罪を着せられたブッチャーがザ・ボーイズの前に現れる。 |               |                                                                                  |                        |                     |               |
| 10 | 2             | "正しい準備と計画" "Proper Preparation and Planning"                             | リズ・フリードランダー | Rebecca Sonnenshine | 2020年9月4日  |
| ブッチャーはレイナーの葬式でマロリーに会い、超能力者を密入国させている業者を捕らえる代わりにベッカの居所を教えてもらう約束をする。ホームランダーが息子ライアンと親密になろうとし、ベッカは嫌がる。スターライトはタレント活動に忙しい。クイーン・メイヴは虫垂炎で入院した親友エレナを見舞い、ホームランダーへの恐れを口にする。ディープは幻覚剤の影響下で自分のえらと対話する。Aトレインが昏睡状態から目覚め、ヒューイに協力したことをネタにスターライトをけん制する。スターライトは知己の再生能力者ゲッコーからコンパウンドVのサンプルを受け取り、ストームフロントがそれを見るも口を閉ざす。スターライトはコンパウンドVを手に入れたことをヒューイに伝えるが、そこにAトレインが現れて奪われてしまう。スターライトはAトレインがロビンを殺したことを持ち出してコンパウンドVを奪い返す。ザ・ボーイズは密入国業者を襲撃し、その正体が光解放軍であることを知る。キミコは光解放軍を支持する超能力者の弟を制圧し、ザ・ボーイズに引き渡す。 |               |                                                                                  |                        |                     |               |
| 11 | 3             | "千人の剣士とともに丘を越えて" "Over the Hill with the Swords of a Thousand Men" | Steve Boyum            | Craig Rosenberg     | 2020年9月4日  |
| Aトレインは心臓に異常を覚える。ホームランダーはライアンに超能力の練習をさせる。スターライトのリークにより、スーパーヒーローたちがコンパウンドVで人為的に作られたことがMSNBCで報道されてヴォート社は危機に陥る。ザ・ボーイズは船で沖合に出て、キミコの弟ケンジをスーパーテロリストとしてCIAに引き渡そうとする。セブンに復帰したいディープがこれを知り、クジラやイルカの協力を得て船を襲撃し、ザ・ボーイズは排水路に逃げる。エドガーの指示でセブンも出撃する。ホームランダーはスターライトにヒューイを殺すよう命じる。ストームフロントは多数の黒人住民の犠牲を厭わず、キミコの目の前でアジア人を差別する言動と共にケンジを殺す。エドガーはコンパウンドVの問題を死んだマデリンに擦り付け、スーパーテロリストに立ち向かうセブンの価値を訴える。ストームフロントは弟を殺されたキミコ、地位を脅かされたホームランダーの恨みを買う。 |               |                                                                                  |                        |                     |               |
| 12 | 4             | "この世に類を見ないもの" "Nothing Like It in the World"                          | フレッド・トーイ       | Michael Saltzman    | 2020年9月11日 |
| ストームフロントの攻撃による被害者は59名に及んでいたが、事件は光解放軍の仕業ということにされる。フレンチーはキミコにキスを拒否されるが、ストームフロント襲撃を思いとどまらせる。心臓に障害を抱えたAトレインはセブンから外される。ブラック・ノワールはブッチャーについて調べる。マロリーはブッチャーに会い、レイナーが70年代に活躍していたヒーロー"リバティー"について調べていたことを伝え、ベッカがいるヴォート社の施設の場所を教える。ブッチャーはベッカ救出のため、MMをリーダーに指名して一時ザ・ボーイズを離れる。MMとヒューイはブッチャーがマロリーから指定された住所へ向かう。ヒューイを殺さなかったことをホームランダーに叱責されたアニーがヒューイに慰めを求め、MMもアニーが同行することを了承する。3人でノースカロライナ州へ赴き、かつてリバティーに兄を殺された黒人女性に会い、ストームフロントがリバティーだと聞かされる。ブッチャーは施設に忍び込みベッカに再会して一緒に逃げようとするが、ベッカはライアンと暮らすために拒否する。ホームランダーはテレビ出演でスーパーヒーローの人種的偏りを責められ、クイーン・メイヴがレズビアンであることを彼女の承諾なく明かす。ディープはキャロルに付き添われ、イメージ改善のために結婚相手を面接する。人気を集めるストームフロントに苛立つホームランダーはマデリンに化けたドッペルゲンガーに甘えるが、ドッペルゲンガーがホームランダー自身の姿に変身して性的奉仕をしようとしたために殺す。 |               |                                                                                  |                        |                     |               |
| 13 | 5             | "行動の時" "We Gotta Go Now"                                                     | Batan Silva            | Ellie Monahan       | 2020年9月18日 |
| ヴォート社はプロパガンダのため、VCU映画『セブンの夜明け』の制作を始める。クイーン・メイヴは映画の中でレズビアンであることを強調されて困惑し、Aトレインは引退のセリフを強いられる。アニーの母ドナが撮影現場を訪ね、自己満足のためにアニーの人生を狂わせたことを詫びるも、相手にされない。程なくしてホームランダーがテロリストとの戦いに一般人を巻き込み死なせた動画が拡散して炎上し、ヴォート社の株価が大きく下落する。ベッカに別れを告げられて絶望したブッチャーはザ・ボーイズを離れようとし、叔母ジュディを訪ねて愛犬のテラーと再会する。異変を感じたMMとヒューイがブッチャーを訪ねる。ヒューイは自分がブッチャーの死んだ弟レニーに似ていると聞かされる。彼らはブラック・ノワールに襲われるが、ブッチャーがホームランダーが自分の妻をレイプして子供を産ませたことを公表すると脅しをかけ、事態を監視していたエドガーはブラック・ノワールを撤退させる。弟を失って荒れるキミコは殺し屋の仕事を始め、フレンチーもキミコを突き放してしまう。ディープは共同教会が選んだ相手と結婚し、教会の広告塔になる。ホームランダーは自らを批判する集会に出席するも、人々のさらなる怒りを買い、事態の収拾のためにストームフロントを頼る。スターライトはストームフロントを探り、"セージ・グローブ"と頻繁にメールのやり取りをしていることを突き止めるも、コンパウンドV流出事件を持ち出され、膠着状態に陥る。ホームランダーとストームフロントは激しく暴力的なセックスをする。 |               |                                                                                  |                        |                     |               |
| 14 | 6             | "開かれた扉" "The Bloody Doors Off"                                              | Sarah Boyd             | Anslem Richardson   | 2020年9月25日 |
| 8年前、フレンチーは超能力者を鎮める向精神薬爆弾を使って銀行強盗を働き逮捕されるが、マロリーに友人の減刑と引き換えにザ・ボーイズに勧誘される。5年前、セブン内でザ・ボーイズのスパイとなっていたランプライターは裏切り、マロリーと間違えて孫を焼き殺す。フレンチーは彼を殺そうとするが、薬物過剰摂取で危篤となった友人を救うために見逃してしまう。 現在、ザ・ボーイズは追跡チップを除去したスターライトと共にペンシルバニア州の精神病院セージ・グローブ・センターへ向かい、MM、フレンチー、キミコの3人が潜入する。監禁された多くの超能力者と、職員となっているランプライターを見つけるが、超能力者たちの脱走を引き起こしてしまう。そこにストームフロントが現れて反乱を鎮める。ランプライターは、ヴォート社が大人にコンパウンドVを与えて安定した超能力者を作る実験をしていると告白する。3人はランプライターを連れて逃げ、マロリーに会わせる。ランプライターを殺そうとするマロリーをフレンチーが説得する。センター外で見張っていたヒューイは脱走した超能力者により負傷し、スターライトは持ち主を殺して車を奪い病院に運ぶ。ホームランダーとストームフロントは裏通りで小悪党を捕まえ、殺しながら興奮を高めてセックスをする。ストームフロントが自分に対して何かを隠すことに苛立つホームランダーに対し、ストームフロントは自分が100才で、かつてフレデリック・ヴォートと恋に落ち、コンパウンドVの最初の投与成功例となったことを明かし、非白人種との戦いに誘う。ディープはクイーン・メイヴの依頼で墜落した飛行機のブラックボックスを探し、乗客がホームランダーとクイーン・メイヴの裏切りを語る映像の入ったカメラを見つけ、エレナが目にする。ディープはAトレインを共同教会の指導者アダナに紹介する。 |               |                                                                                  |                        |                     |               |
| 15 | 7             | "発火" "Butcher, Baker, Candlestick Maker"                                       | Stefan Schwartz        | Craig Rosenberg     | 2020年10月2日 |
| ザ・ボーイズは反ヴォート派の下院議員ビクトリア・ニューマンの協力を得て、ヴォート社を告発する公聴会の準備を進める。ランプライターはニューマンにヴォート社の秘密を語る。ストームフロントとホームランダーは違法移民とテロへの危機感を訴えてニューマンを批判し、スターライトの裏切りを公表する。ブラック・ノワールがアニーと母を襲い、暗闇に監禁する。ブッチャーは母と、先行きの短い不仲な父に再会するも、自殺した弟レニーのことで言い争う。ホームランダーはライアンに真実を話して味方につけ、連れ去る。マロリーとMMは、隠遁するヴォーゲルバウム博士に会い、ニューマンが主導する公聴会での証言を求めるが、家族の安全のために拒否される。だが続いてブッチャーが現れ、博士の家族を殺すと脅迫して出席させる。アダナはディープとAトレインにセブンへの復帰の援助を約束し、教会に背いたイーグル・ジ・アーチャーを破門する。ヒューイはアニーを救出するため、ランプライターと共にヴォート社に侵入するも、セブンとしての自分の彫像が撤去されたことを知り絶望したランプライターは焼身自殺する。その炎の光を使って脱走したアニーをブラック・ノワールが襲うが、クイーン・メイヴがアレルギー源のナッツで倒し、アニー、ドナ、ヒューイは脱走する。そして公聴会が始まるも、議長やヴォーゲルバウムやショックウェイブなど多数が頭部を破裂させられて死ぬ。 |               |                                                                                  |                        |                     |               |
| 16 | 8             | "知っていること" "What I Know"                                                   | アレックス・グレイヴス | Rebecca Sonnenshine | 2020年10月9日 |
| 公聴会での惨事はテロリストの仕業とされ、法務執行機関でのコンパウンドVの使用が認められようとする。ニューマンはヴォート社の関与を主張するも、受け入れられない。アニーを加えたザ・ボーイズはヴォート社との全面対決を決意し、クイーン・メイヴにも協力を要請するが断られる。ベッカがライアンを取り戻すため、ブッチャーに助けを求める。エドガーとアダナの会話を盗み聞きしたAトレインは、復帰の障害となるストームフロントとナチスの関係をザ・ボーイズにリークする。ブッチャーはエドガーと取引し、ホームランダーからその弱みであるライアンを引き離す。ストームフロントの真実も世間に暴露され、怒るストームフロントはザ・ボーイズを全滅させようとするが、キミコ、アニー、そして助太刀に来たクイーン・メイヴに追い詰められ逃亡し、標的をベッカに変える。しかし母親を守ろうとするライアンに重傷を負わされ、巻き添えでベッカが死ぬ。クイーン・メイヴは飛行機事故の映像証拠でホームランダーを脅し、ザ・ボーイズ、アニー、ライアンから手を引かせる。エドガーは公聴会の事件をストームフロントに擦り付け、スターライトとAトレインがセブンに復帰するもディープは外されたままとなる。ザ・ボーイズへの起訴は取り下げられ、ブッチャーはマロリーにライアンを託す。ニューマンが、共謀していたアダナの頭部を超能力で破裂させる。 |               |                                                                                  |                        |                     |               |

### シーズン3のエピソード
| 通算 話数 | シーズン 話数 | タイトル                                                                   | 監督            | 脚本                           | 公開日        |
| --- | ------------- | -------------------------------------------------------------------------- | --------------- | ------------------------------ | ------------- |
| 17 | 1             | "ペイバック" "Payback"                                                     | Philip Sgriccia | Craig Rosenberg                | 2022年6月3日  |
| 映画『セブンの夜明け』が完成し、ワールドプレミアが行われる。ザ・ボーイズからは離婚して鬱に苦しむMM、ニューマンが指揮する超能力管理局に勤めてアニーと暮らすヒューイが抜けている。マロリーがライアンを育て、ブッチャーはベッカを失った苦しみから立ち直れていない。ディープは妻と共に共同教会を抜けた体験を著書にし人気を得るが、セブン復帰の見通しは立たない。ストームフロントは不具となり病床にある。体を縮小できるターマイトが性交中に相手の男を殺してしまい、ザ・ボーイズが逮捕して超能力管理局に引き渡す。ヴォート社は24時間に限って超能力を発揮させる高額の新薬V24を開発して軍に売ろうとし、エドガーはスーパーヒーロービジネスから撤退して防衛と製薬への事業集中を意図する。ホームランダーはストームフロントとの関係が原因で支持率が落ち、エドガーはスターライトを共同リーダーにしてホームランダーを苛立たせる。セブンの欠員を埋めるオーディション番組が放送される。クイーン・メイヴはホームランダーを危険視してブッチャーにV24を渡し、かつて超能力者のグループ"ペイバック"にいたソルジャー・ボーイを殺した兵器ならホームランダーを倒せると教える。トニーがニューマンをナディアと呼び、"レッド・リバー"の公表を迫るも頭を破裂させられ、これをヒューイが目撃する。 |               |                                                                            |                 |                                |               |
| 18 | 2             | "天上には我一人" "The Only Man In The Sky"                                 | Philip Sgriccia | David Reed                     | 2022年6月3日  |
| ディープの著書はドラマ化される。スピードの落ちたAトレインは黒人層へのアピールを図る。ヒューイとスターライトはニューマンが"レッド・リバー"＝ヴォート社が超能力者の子供を育成する施設の出身で、エドガーの養女ナディアであると知る。ザ・ボーイズは原発事故で死んだとされるソルジャー・ボーイについて調べ、MMも父がソルジャー・ボーイに殺されたことを知る。フレンチーとキミコはペイバックの生き残りのクリムゾン・カウンテスを尋問するも逃げられる。ブッチャーはガンパウダーを脅迫して逆襲される。ヒューイにニューマンの正体を告げられたブッチャーは、V24を注射してガンパウダーを痛めつけ、マロリーがソルジャー・ボーイの行く末を知っていることを聞き出した末に殺す。ホームランダーの生誕祭の準備が進められる中、ストームフロントが自殺する。ストームフロントの死に衝撃を受けたホームランダーは自殺志望者を止めずに殺してしまい、誕生パーティーで罵られて本音をさらけ出す。 |               |                                                                            |                 |                                |               |
| 19 | 3             | "荒波" "Barbary Coast"                                                     | Julian Holmes   | Anslem Richardson & Geoff Aull | 2022年6月3日  |
| 本音を語ったホームランダーの支持率が衰退地域の白人層を中心に上昇し、特にスターライトと合わせた数字は98%に達する。ホームランダーは増長し、飛行機事故のビデオでの脅しも効かなくなる。スターライトはヒューイの頼みで嫌々セブンに残る。セブンの欠員は、かつてスターライトと交際したスーパーソニックとディープで埋められ、ホームランダーはスターライトとの交際を発表する。Aトレインは兄と和解し、ブルー・ホークによる黒人迫害についての発言を促される。ヒューイとMMがザ・ボーイズに復帰し、ヒューイは超能力管理局を病休するためにキミコに腕を折らせる。ザ・ボーイズはマロリーを追求し、かつてのニカラグアでの作戦について聞き出す。マロリーはエドガーに率いられたペイバックの無軌道なふるまいで大被害が起こり、ソ連が何らかの武器でソルジャー・ボーイを殺した後に死体を運び去ったと語る。ブッチャーはV24の後遺症に苦しみ、ライアンに気づかれる。フレンチーはかつて属したロシア人ギャングのボスのリトル・ニーナに、麻薬を盗んで逃げたガールフレンドのシェリーを殺せと脅される。ブッチャーはロシアに行って武器を調べる好機と捉える。 |               |                                                                            |                 |                                |               |
| 20 | 4             | "入念な計画" "Glorious Five Year Plan"                                     | Julian Holmes   | Meredith Glynn                 | 2022年6月10日 |
| ホームランダーがトークショーでエドガーを非難する。スターライトはクイーン・メイヴとスーパーソニックを反ホームランダーの仲間に引き入れ、スーパーソニックはAトレインを勧誘する。ニューマンはエドガーを裏切って告発し、代償としてホームランダーから娘ゾーイのためのコンパウンドVを手に入れる。エドガーは一時的に休職し、ホームランダーが権力を握る。ホームランダーはAトレインの密告を受けてスーパーソニックを殺し、その死体をスターライトに見せつけ、言うことを聞かなければヒューイも殺すと脅す。ブッチャーはザ・ボーイズを連れてロシアに行き、リトル・ニーナから武器の情報を得る代償にキミコに暗殺を強いる。ザ・ボーイズは軍事施設に侵入し、V24を盗んで注射していたヒューイがブッチャーと共に超能力を発揮し敵を倒すも、囚われていたソルジャー・ボーイが目覚め、キミコを倒して去る。キミコは再生能力が抑制され危篤となる。 |               |                                                                            |                 |                                |               |
| 21 | 5             | "嘘まみれの世界にさようなら" "The Last Time to Look on This World of Lies" | Nelson Cragg    | Ellie Monahan                  | 2022年6月17日 |
| ソ連がソルジャー・ボーイを実験対象として虐待していたことが分かる。ザ・ボーイズは何の成果も得られぬまま空しく帰国する。ホームランダーはヴォート社を支配し、アシュリーを傀儡のCEO、ディープを犯罪分析室長とする。ヒューイはスターライトからV24を使ったことを咎められ、彼女を守るためだと弁解するも反発される。クイーン・メイヴは追加のV24をブッチャーにもたらし、2人はセックスをする。キミコは能力を失い、フレンチーはニーナに借りを返すため暗殺を命じられる。そんな中、密かに帰国していたソルジャー・ボーイがニューヨークで大破壊を起こす。MMはV24を使ったブッチャーに反発するもソルジャー・ボーイを倒すためにザ・ボーイズに戻る。ザ・ボーイズはマデリンの前任だったレジェンドに会い、ソルジャー・ボーイの行方を聞く。ブッチャーとヒューイはV24を服用し、オンラインポルノ出演中のクリムゾン・カウンテスを捕らえ、放射線を放つソルジャー・ボーイを待ち受ける。ブッチャーとヒューイは、MMを眠らせている間に、裏切ったクリムゾン・カウンテスを殺したソルジャー・ボーイと手を組む。Aトレインはブルー・ホークに黒人への謝罪をさせるが大惨事となり、兄も重傷を負う。ホームランダーはクイーン・メイヴを疑って捕らえる。 |               |                                                                            |                 |                                |               |
| 22 | 6             | "ヒーローガズム" "Herogasm"                                                | Nelson Cragg    | Jessica Chou                   | 2022年6月24日 |
| ホームランダーはかつてスーパーヒーローの顔だったソルジャー・ボーイが起こした殺戮を知り、犯罪分析室に命じて全ての証拠を消し、内密にソルジャー・ボーイを探させる。ブラック・ノワールが体内の追跡チップを摘出して姿を消す。ニューマンはスターライトに協力を申し出るが決裂する。ブッチャーとヒューイはホームランダーを倒す助力と引き換えに、裏切り者を探すソルジャー・ボーイと手を組み、3人でTNTツインズが催す超能力者の乱交パーティー「ヒーローガズム」を訪れる。ソルジャー・ボーイを仇と狙うMM、それに付き添うスターライト、ブルー・ホークを追ってきたAトレイン、ディープ、さらにはホームランダーも会場に現れる。かつてロビンを殺したことについてヒューイから謝罪を求められ、Aトレインは初めて謝る。ソルジャー・ボーイはTNTツインズからブラック・ノワールが裏切り者だと聞いたのち、PTSDの発作で我を忘れ胸部からエネルギーを放出し、TNTツインズだけでなく大勢を死傷させる。ホームランダーはソルジャー・ボーイに対し優勢に立つが、V24を服用したブッチャーとヒューイに加勢され逃走する。Aトレインは高速移動でブルー・ホークを殺したのち昏倒する。スターライトはヒューイとの間の溝が広がり、MMと共に負傷者を救助したのちに、ヴォート社の嘘を告発しヒーローを辞めると公表する。キミコ、シェリー、フレンチーはリトル・ニーナに捕らえられるが、超能力を失いながらもキミコが手下を殺して自由になる。リトル・ニーナは逃走する。 |               |                                                                            |                 |                                |               |
| 23 | 7             | "過去との対峙" "Here Comes a Candle to Light You to Bed"                   | Sarah Boyd      | Pal Grellong                   | 2022年7月1日  |
| ヴォート社はスターライトの告発とソルジャー・ボーイの生存を否定する。ホームランダーは監禁したクイーン・メイヴに、卵子を採取して子作りに使うと脅す。ブッチャー、ヒューイ、ソルジャー・ボーイはレジェンドの家に隠れてマインドストームを探す。マインドストームはブッチャーの意識を失わせ、弟レニーを自殺で失った悪夢に閉じ込める。ヒューイはマインドストームを説得してブッチャーを目覚めさせ、テレポートでマインドストームを逃がそうとするも、ソルジャー・ボーイが現れ、マインドストームから裏切りの真相を聞き出して殺す。ソルジャー・ボーイはホームランダーに電話し、親子関係であることを知ったと伝える。キミコとフレンチーはMMとスターライトに合流し、キミコは能力を取り戻してフレンチーを守るためにコンパウンドVを求める。フレンチーは神経剤ノビチョクがソルジャー・ボーイを眠らせていたと突き止める。スターライトはキミコの頼みを受け、ヴォート社内でコンパウンドVを盗み、V24に致死性の副作用があることを知る。ホームランダーに見とがめられるも、SNSでライブ中継することで逃れる。ブッチャーにV24の副作用について伝えるが、ブッチャーはヒューイから副作用のことを隠す。キミコが能力を取り戻す。MMはホームランダーの信奉者となった前妻の夫トッドを殴り倒し、その場面を娘に見られる。ブラック・ノワールはソルジャー・ボーイを恐れて空想のアニメの世界に逃避し、危険とみなされたソルジャー・ボーイを、エドガーの依頼でペイバックの仲間と共に裏切ったことを思い出す。ディープは妻にタコを交えたセックスを求めて拒絶される。危篤から目覚めたAトレインは、ソルジャー・ボーイに殺されたブルー・ホークの心臓を移植されたとアシュリーに告げられる。 |               |                                                                            |                 |                                |               |
| 24 | 8             | "焦土へのいざない" "The Instant White-Hot Wild"                            | Sarah Boyd      | Logan Ritchey & David Reed     | 2022年7月8日  |
| スターライトの告発と隠し撮り映像の流出により、ホームランダー支持者とスターライト支持者の対立が激化する。司法長官がクイーン・メイヴ監禁の調査に乗り出し、アシュリーはメイヴを移動させようとするが逃走される。V24の副作用によるブッチャーとヒューイの異常が顕在化し始める。ブッチャーはヒューイを生きながらえさせるため殴って置き去りにし、ソルジャー・ボーイと2人だけでホームランダーを倒しに向かう。スターライトと再会したヒューイはスターライトに謝罪し、ノビチョクを入手したフレンチー、キミコ、MM、メイヴとも合流する。彼らは大被害を避けるため、ブッチャーに会ってヴォート社攻撃を思いとどまらせようとするが、メイヴが裏切り、ノビチョクを捨てヒューイらを金庫に閉じ込めた上で、ブッチャー、ソルジャー・ボーイと組んでホームランダー攻撃のためヴォート社へ赴く。ホームランダーはニューマンから居場所を聞いてライアンに会いに行き、親子の絆を確認する。ソルジャー・ボーイが父であることを黙っていたブラック・ノワールを殺す。そしてソルジャー・ボーイ、メイヴ、ブッチャーとホームランダーの戦いが始まる。ホームランダーは孫にあたるライアンを使ってソルジャー・ボーイの懐柔を試みるが、ソルジャー・ボーイは拒絶し、ライアンもろともホームランダーを殺そうとする。ブッチャーはライアンを守るためソルジャー・ボーイに挑み、メイヴがホームランダーと戦う。監禁から逃れたザ・ボーイズもブッチャーに加勢し、ヴォート社内のラボで作り直したノビチョクを吸引させてソルジャー・ボーイを眠らせようとする。最後のあがきにエネルギーを放出しようとしたソルジャー・ボーイを、メイヴがヴォート社から連れ出して被害を最小限とする。ライアンはブッチャーではなくホームランダーを父と選ぶ。Aトレインはブルー・ホークに裁きを受けさせず殺したことで兄に責められる。ディープはホームランダーからの指示で副大統領候補を殺すも、妻に捨てられる。 メイヴはソルジャー・ボーイを道連れに死んだと報道されるが、実際は右目とスーパーパワーを失っただけで、恋人エレナと共に隠棲することを選ぶ。ソルジャー・ボーイは再び封印され、ブッチャーは余命1年ほどと診断される。アニーはスターライトの名とコスチュームを捨て、正式にザ・ボーイズに加わる。ニューマンが副大統領候補となる。ライアンを連れたホームランダーは、息子を侮辱した男を殺して喝采を浴びる。 |               |                                                                            |                 |                                |               |

### シーズン4のエピソード
| 通算 話数 | シーズン 話数 | タイトル                                                       | 監督               | 脚本                      | 公開日        |
| --- | ------------- | -------------------------------------------------------------- | ------------------ | ------------------------- | ------------- |
| 25 | 1             | "卑劣の極み" "Department of Dirty Tricks"                      | Phil Sgriccia      | David Reed                | 2024年6月13日 |
| ザ・ボーイズはCIAの指令で副大統領候補のニューマンを殺そうとするもブッチャーの不手際により失敗、ニューマンおよび大統領候補シンガーは当選を果たす。病状の悪化したブッチャーはライアンをホームランダーから取り戻そうとしてニューマンに接近し、レッド・リバーについての書類を渡す。ヒューイの父ヒューは脳卒中で倒れる。ヒーローを辞めたアニーは人々をヴォートから保護する施設を運営する。ホームランダーは殺人罪で訴追され、自分の老化に気付き、周囲の追従に虚しさを覚える。ブラック・ノワールは復活し、ヴォート社CEOアシュリーはセブンの補充を求める。ホームランダーからセブン加入を求められたシスター・セージはディープ、ブラック・ノワール、Aトレインを使い、ホームランダー無罪の評決が出た裁判所前でスターライト支持者によるトッドらホームランダー支持者の殺害を偽装させる。 |               |                                                                |                    |                           |               |
| 26 | 2             | "堕ちた者たちの生き様" "Life Among the Septics"                | カレン・ガヴィオラ | Jessica Chou              | 2024年6月13日 |
| ヒューイの疎遠だった母ダフネは、脳卒中のヒューから自分に権限が委譲されたと主張してヒューイを悩ませる。フレンチーは恋人の家族を殺した過去を打ち明けられず、キミコも過去のトラウマに苦しむ。ブッチャーは死期が近いことをザ・ボーイズの仲間たちに伝えるも、リーダーとなったMMに追い出される。MM、フレンチー、キミコは裁判所前の事件の陰にシスター・セージがいることを知って調査のために陰謀論者の集会に行き、シスター・セージの罠にかかるもブッチャーに助けられる。Aトレインは、スターライト支持者の容疑を晴らす証拠の映像を盗み出し、密かにアニーとヒューイに渡す。ホームランダーとシスター・セージは、ライアンをスーパーヒーロー"ホームボーイ"としてデビューさせる計画を立てるが、ライアンはやらせの犯罪現場で犯人役の男を殺してしまい苦しむ。 |               |                                                                |                    |                           |               |
| 27 | 3             | "我らは赤旗を掲げ続ける" "We'll Keep the Red Flag Flying Here" | フレッド・トーイ   | Ellie Monahan             | 2024年6月13日 |
| MMはAトレインを密かに味方にする。ブッチャーはオンラインゲームを通じて密かにライアンに連絡し、家に呼ぶ。過去のトラウマと向き合いたいキミコはフレンチーを連れて光解放軍のアジトに踏み込み、昔の知り合いと会う。ホームランダーはシスター・セージとファイアクラッカーをセブンに加え、アシュリーの代わりにシスター・セージをヴォートのCEOにする。スターライトは、ファイアクラッカーに憎まれる因縁を知る。ホームランダーとシスター・セージは当選後にシンガーを殺してニューマンを大統領に昇格させる計画をニューマンに話し、ヒューイがこれを盗み聞きする。ホームランダーは、ライアンがブッチャーを慕っていることに傷つき、神経衰弱を起こす。 |               |                                                                |                    |                           |               |
| 28 | 4             | "時の知恵" "Wisdom of the Ages"                                | Phil Sgriccia      | Geoff Aull                | 2024年6月20日 |
| ホームランダーは自分が生まれ育てられた研究所に行き、承認欲求を利用して脱走しないよう仕向けられたと聞かされ激怒。バーバラを除く所員たちを惨殺する。アニーはシンガーと組み、能力者規制法案の成立を目指そうとする。シスター・セージの立案で、ファイアクラッカーとエゼキエルはアニーを貶める番組を放送。フレンチーは番組を妨害するためにファイアクラッカーのトレーラーに忍び込むもエゼキエルに襲撃される。ザ・ボーイズに戻ったブッチャーが参戦・反撃するが、途中で倒れ、意識が戻った時にはエゼキエルが惨殺されていた。フレンチーは恋人コリンに彼女の家族を殺したことを告白する。番組で過去を暴かれ激怒したアニーはファイアクラッカーをカメラの前で殴り倒す。シンガーは評判の落ちたアニーと手を切る。ヒューイは脳死となった父親を救うため、キミコを連れてAトレインに会い、コンパウンドVを分けてほしいと頼むが、光解放軍の残党に襲撃され撤退。やがてヒューイはAトレインからコンパウンドVを入手するも、ブッチャーはすでに自分も試して効果がなかったと語る。ヒューイは父にコンパウンドVを与えることを思いとどまるが、ヒューはすでに何者かにコンパウンドVを与えられ、意識を回復していた。        |               |                                                                |                    |                           |               |
| 29 | 5             | "ジャバウォックに気をつけろ" "Beware the Jabberwock, My Son"   | Shana Stein        | Judalina Neira            | 2024年6月27日 |
| ダフネにコンパウンドVを注入されたヒューは記憶障害を持って目覚め、物質を通り抜ける超能力を発揮して人々を殺してしまう。ヒューイはダフネを父から守り、コンパウンドVを無力化することで父を安楽死させる。アニーはファイアクラッカーからエゼキエル殺しの犯人だと告発される。ブッチャーはCIA時代の古い友人であるジョー・ケスラーから、ニューマンがゴドルキン大学で開発された超能力者を殺すウイルスを所持していることを突き止める。ブッチャーはザ・ボーイズの仲間と共にエドガーを保釈させ、ニューマンが研究所を置いた農場へ行く。そこにニューマンが現れるも、コンパウンドVで超能力を持った動物たちに襲われ、ニューマンの恋人の研究者サミールが持っていた一回分だけ残ったウイルスで超能力羊を倒して脱出。ニューマンはエドガーを拉致する。ブッチャーはサミールの片足を切り落としてその死を偽装し、密かに監禁してウイルスを再製造させようとする。ホームランダーはライアンの意志を尊重しようと努める。シスター・セージは映像リークの犯人を捜し続ける。窮したAトレインはアシュリーに助けを求め、キャメロンが罪を擦り付けられて殺される。フレンチーはコリンの家族を殺した呵責に耐えられずに自首する。 |               |                                                                |                    |                           |               |
| 30 | 6             | "汚れ仕事" "Dirty Business"                                    | カレン・ガヴィオラ | Anslem Richardson         | 2024年7月4日  |
| ザ・ボーイズはヒューの遺灰を撒く。ヴァーノン刑務所に入れられたフレンチーはキミコとの面会を拒む。ヒューイは超能力者ウェブウィーバーに化け、テックナイトの屋敷で開かれる保守派を招いたパーティーに潜入し、盗聴器を仕掛けるも正体が露見。地下基地へ連れ込まれ、アシュリーを交えた倒錯行為をさせられた挙句に殺されかかるが、辛くもザ・ボーイズに救われ、テックナイトは怪物を育てたことを後悔する執事と元サイドキックに殺される。ヴォート社は、シンガーを殺してニューマンを大統領とし、反対派を収容所に入れる陰謀を企てる。シスター・セージを撃ったMMはパニック発作を起こし、Aトレインの手で密かに病院へ送られる。ホームランダーはファイアクラッカーをスパイと疑うが、母乳を与えられて懐柔され幼児プレイを楽しむ。ブッチャーはホームランダーを殺すために強度を高めたウイルスを作成するようサミールに強いるが、サミールは強度を高めると空中感染ですべての能力者が死ぬため拒否する。ブッチャーは、自分がエゼキエルを殺したことを悟る。 |               |                                                                |                    |                           |               |
| 31 | 7             | "インサイダー" "The Insider"                                   | Catriona McKenzie  | Paul Grellong             | 2024年7月11日 |
| ホームランダーはウェブウィーバーをスパイと断じて殺す。ディープもシスター・セージとの関係に嫉妬した蛸を殺してしまう。MMはブッチャーをリーダーに戻し、妻子を連れて逃げようとするが、Aトレインに説得されて思いとどまる。ブッチャー、アニー、ヒューイはセージが雇ったシンガーの暗殺者を探すも、シェイプシフターの能力を発揮されて逃げられる。ヒューイはシンガー暗殺の陰謀をやめるようニューマンを説得しようとするも果たせない。ディープとブラック・ノワールがホームランダーの命令でザ・ボーイズの事務所を襲うも、MMとAトレインがアニーとブッチャーを救う。これによりAトレインがスパイであったことが露見し、それを知りながら利用していたセージはホームランダーにセブンを解雇される。ブッチャーはフレンチーを釈放させてサミールの助手とし、ウイルスを改良させる。だがサミールはウイルスをキミコの脚に注射して逃亡。フレンチーはキミコの脚を切断して救い、結果的にウイルスはザ・ボーイズの手に渡った。ライアンは、ヴォート社に敵対する家族を通報するよう呼びかけるショーで反抗する。アニーは拘束されており、シェイプシフターが成り代わっていたことが分かる。                                   |               |                                                                |                    |                           |               |
| 32 | 8             | "シーズン4 フィナーレ" "Season Four Finale"                    | エリック・クリプキ | Jessica Chou & David Reed | 2024年7月18日 |
| シンガーの大統領認定の日、ライアンはCIAの息がかかった施設に入院したブッチャーを見舞う。マロリーはライアンを説得してホームランダーと戦わせようとするも拒絶され、殺される。ホームランダーはニューマンが超能力者であることを突然公表。セブンの面々もヴォート社内でセブンに不利な情報を握ると思われる者を抹殺していく。アシュリーは隠れ、コンパウンドVを自分に投与する。ザ・ボーイズは地下室でシンガーを暗殺から守る。アニーに化けていたシェイプシフターがシンガー暗殺を狙うも、本物のアニーに阻止されて死ぬ。やがてホームランダーを恐れるニューマンが保護を求めてザ・ボーイズに接触するも、コンパウンドVで回復したブッチャーがニューマンを殺し、ウイルスも奪う。ホームランダーは計画の失敗を嘆くも、シスター・セージが現れ、シンガーをニューマン殺しの犯人として逮捕させ、ヴォート社を支持する下院議長カルフーンが大統領となるよう陰謀計画を変更したと明らかにする。カルフーンは全土に戒厳令を敷き、超能力者の軍に権限を与える。ザ・ボーイズは逮捕されるも、アニーとブッチャーはそれぞれ遁走。ホームランダーは冷凍保存されたソルジャーボーイを見せられる。                                 |               |                                                                |                    |                           |               |

## 原作との違い
ドラマでは原作コミックから多くの改変が行われている。原作では主に以下の点がドラマとは異なる。
- ヒューイはスコットランド人であり、恋人の死もブッチャーとの出会いもスコットランドで起こる。その後にニューヨークに移動する。原作のヒューイは低身長であり、それゆえにフレンチマン（ドラマのフレンチーにあたる）から「プチ・ヒューイ」と呼ばれる。ドラマ版のヒューイの身長は180cmを越えているが、それでもフレンチーにプチ・ヒューイと呼ばれるのは原作の名残である。
- ザ・ボーイズは当初からアメリカ政府からの非公式な依頼を受けてスーパーヒーローを調査している。ザ・ボーイズも各自がコンパウンドVの一種を服用して能力を強化する[注釈 25]。
- ヴォート社副社長スティルウェル、ザ・ボーイズの創設者マロリー、ストームフロント、Aトレイン、超能力者でもある下院議員ニューマンは白人男性である。
- ディープは黒人男性である。ホームランダーが彼を黒んぼと呼ぶ場面がある。
- アニーにセクハラを行うのはディープではなく、ホームランダー、Aトレイン、ブラック・ノワールである。
- トランスルーセントは存在せず、ヒューイが殺すのはセブンの下部の超能力者である。
- かつてベッカはブラック・ノワールにレイプされて妊娠して産褥死し、母体を殺しながら生まれた胎児はブッチャーに殺されている。
- ソルジャー・ボーイはニカラグアではなく第二次世界大戦でナチス相手に戦ってアメリカ側の大損害を引き起こし、重傷を負ってグレイス・マロリーに殺されている。
- レジェンドはヴォート社元副社長ではなく、ヴォート社が発行しているスーパーヒーロー・コミックの作者である。
- テックナイトは元ペイバックであり、アイアンマンをモデルにした特殊なスーツを身に着けている。
- アシュリーとシスター・セージは原作には登場せず、二人の役割をジェシカ・ブラッドリーが単独で担う。

## アフターショー
シーズン2の配信に合わせ、2020年8月28日より、アイシャ・タイラー司会でアフターショー『Prime Rewind: 「ザ・ボーイズ」の裏側』 ("Prime Rewind: Inside the Boys")が配信されている。
| 通算 話数 | タイトル                                                                                          | 公開日        |
| --- | ------------------------------------------------------------------------------------------------- | ------------- |
| 1 | "胸糞悪いシーズン1の裏側" "Inside the Diabolical First Season"                                    | 2020年8月28日 |
| シーズン1を振り返る。下品な言葉遣い、視聴者からの反響、アニーの受けたセクハラについて、イルカの性生活などが語られる。 出演者： カール・アーバン（ブッチャー）、エリン・モリアーティ（アニー）、アントニー・スター（ホームランダー）、ジェシー・T・アッシャー（Aトレイン）、エリック・クリプキ（ショーランナー） |                                                                                                   |               |
| 2 | ""新たな敵"の裏側" "Inside "The Big Ride""                                                        | 2020年9月4日  |
| エピソード『新たな敵』を振り返る。ヴォート社が体現するアメリカ社会の欺瞞や差別、ブッチャーとヒューイの関係、スーパーヒーローに対する見方の変化などが語られる。 出演者： ジャンカルロ・エスポジート（エドガー）、コルビー・ミニフィ（アシュリー）、ジャック・クエイド（ヒューイ）、Malcolm Barrett （セス・リード、ヴォート社の広報ライター、サプライズゲスト）                                                                                   |                                                                                                   |               |
| 3 | ""正しい準備と計画"の裏側" "Inside "Proper Preparation and Planning""                             | 2020年9月4日  |
| エピソード『正しい準備と計画』を振り返る。ゲストと企業との関係、ゲストの自画像、頭を失って死んだレイナーへの惜別、女性差別などが語られる。 出演者： アントニー・スター、チェイス・クロフォード（ディープ）、アヤ・キャッシュ（ストームフロント）、セス・ローゲン（企画、製作総指揮、サプライズゲスト） |                                                                                                   |               |
| 4 | ""千人の剣士とともに丘を越えて"の裏側" "Inside "Over the Hill with the Swords of a Thousand Men"" | 2020年9月4日  |
| エピソード『千人の剣士とともに丘を越えて』を振り返る。クジラと船のシーン、キミコとフレンチーの関係、セブンの出演するプロパガンダ映画、ストームフロントの言動に代表される人種差別などが語られる。 出演者：福原かれん（キミコ）、ステファン・フリート（VFX監督）、クレイグ・ローゼンバーグ（第3話の脚本）、ネイサン・ミッチェル（ブラック・ノワール、サプライズゲスト）                                                                            |                                                                                                   |               |
| 5 | ""この世に類を見ないもの"の裏側" "Inside "Nothing Like It in the World""                          | 2020年9月11日 |
| エピソード『この世に類を見ないもの』を振り返る。ホームランダーの心理分析、黒人差別などが語られる。 出演者：ジャック・クエイド、ラズ・アロンソ（マザーズミルク）、カール・アーバン、シャンテル・ヴァンサンテン（ベッカ、サプライズゲスト） |                                                                                                   |               |
| 6 | ""行動の時"の裏側" "Inside "We Gotta Go Now""                                                     | 2020年9月18日 |
| エピソード『行動の時』を振り返る。ホームランダーの母乳偏愛、彼によるメイヴのレズビアン性向暴露の背景、アメリカ企業のLGBTQ支援に対するいかがわしい動機、ブッチャーの叔母ジュディの家の違法薬物だらけの"お菓子部屋"などが語られる。 出演者：エリン・モリアーティ、ネイサン・ミッチェル、ジェシー・T・アッシャー、P・J・バーン（『セブンの夜明け』の監督、サプライズゲスト）                                                                        |                                                                                                   |               |
| 7 | ""開かれた扉"の裏側" "Inside "The Bloody Doors Off""                                              | 2020年9月25日 |
| エピソード『開かれた扉』を振り返る。俳優のジェフリー・ディーン・モーガンが1ファンとして登場する。シャノンは原作コミックとも大きく異なるセブンの衣装デザインの背景を語る。アヤ・キャッシュはユダヤ人の自分が元ナチスのストームフロントを演じる愉しみとテレビにおける陰毛の扱いを語る。 出演者：トマー・カポン（フレンチー）、LJ・シャノン（衣装担当）、ジェフリー・ディーン・モーガン（俳優、作品のファン）、アヤ・キャッシュ（サプライズゲスト） |                                                                                                   |               |
| 8 | ""発火"の裏側" "Inside "Butcher, Baker, Candlestick Maker""                                       | 2020年10月2日 |
| エピソード『発火』を振り返る。ランプライターが見ていたセブンをパロディー化したポルノ動画のトップ10、メイヴとスターライトの関係、ホームランダーの親子関係とブッチャーの親子関係、血まみれの公聴会シーンの撮影などを語る。 出演者：ライラ・ロビンス、ジャック・クエイド、エリン・モリアーティ、クローディア・ドゥーミット（ニューマン下院議員、サプライズゲスト)                                                                                   |                                                                                                   |               |
| 9 | ""知っていること"の裏側" "Inside "What I Know""                                                   | 2020年10月9日 |
| エピソード『知っていること』を振り返る。シーズン2を振り返り、シーズン3への展望を語る。 出演者：エリック・クリプキ、アントニー・スター、福原かれん、カール・アーバン |                                                                                                   |               |

## 評価

### 批評
シーズン1に関しては、レビュー・アグリゲーターのRotten Tomatoesでは104件のレビューで支持率は85%、平均点は7.60/10となった。Metacriticでは19件のレビューを基に加重平均値が74/100となった。
製作のエリック・クリプキは、出演者に女性差別的な嫌がらせをしている人々に対して「このドラマを見ないでください」と批判した。

### 受賞
第75回プライムタイム・エミー賞クリエイティブ・アーツ部門ではドラマシリーズ/リミテッドシリーズ/アンソロジーシリーズ/テレビ映画スタント・コーディネーション賞を受賞した。

## スピンオフ

### ザ・ボーイズ:ダイアボリカル
2022年3月4日にはアニメーション・シリーズ『ザ・ボーイズ:ダイアボリカル』(The Boys Presents: Diabolical)が配信された。

### ジェン・ブイ(Gen V)
2020年9月24日、スーパーヒーロー養成学校に通う若き超能力者たちを描くドラマ・シリーズ『ジェン・ブイ』の製作が発表された。2023年9月29日から配信された。両シリーズ間ではクロスオーバーが行われ、『ジェン・ブイ』のシーズン1は、『ザ・ボーイズ』のシーズン3とシーズン4の間の時期を舞台とする。

### The Boys: Mexico
2023年11月28日、"The Boys: Mexico"が企画中であることが明らかになった。